# Cehia
Cehia (în cehă Česko, pronunție cehă: [ˈt͡ʃɛsko] ⓘ), oficial Republica Cehă (în cehă Česká republika, pronunțat [ˈtʃɛskaː ˈrɛpuˌblɪka] ⓘ) este o țară fără ieșire la mare, aflată în Europa Centrală. Ea se învecinează cu Polonia la nord, cu Germania la vest, cu Austria la sud și cu Slovacia la est. Capitala sa și cel mai mare oraș, având 1,3 milioane de locuitori, este Praga.
Este o democrație reprezentativă parlamentară și pluralistă, membră a Uniunii Europene, a NATO, a OECD, a OSCE, a Consiliului Europei și a Grupului de la Visegrád.
Statul ceh, denumit în trecut Boemia, s-a format la sfârșitul secolului al IX-lea ca un mic ducat în jurul Pragăi, la acea vreme aflată sub dominația puternicului Imperiu al Moraviei Mari (care a ajuns la întinderea teritorială maximă în timpul domniei lui Svatopluk I din Casa Mojmír). După căderea imperiului, în 907, centrul de putere s-a transferat dinspre Moravia către Boemia, sub dinastia Přemyslidă. În timpul domniei ducilor și regilor Přemyslizi, și a urmașilor lor, Luxemburgii, țara a ajuns la întinderea maximă (secolul al XIII-lea–al XIV-lea). Viața în țară a fost grav afectată de Războaiele Husite, în timpul cărora a fost pusă sub embargou economic, și de cruciadele din toată Europa. După bătălia de la Mohács din 1526, Coroana Boemiei a fost treptat integrată în monarhia Habsburgică, drept una dintre cele trei părți principale ale sale, alături de Arhiducatul Austriei și de Regatul Ungariei. Răscoala din Boemia (1618–1620) a dus la o centralizare accentuată a monarhiei și la recatolicizarea și germanizarea forțată. În timpul reformelor radicale din secolul al XVIII-lea, Coroana Boemă a fost de facto abolită (1749). În secolul al XIX-lea, țara cehă a devenit motorul industrial al monarhiei și apoi centrul Republicii Cehoslovacia formată în 1918, în urma prăbușirii Imperiului Austro-Ungar după Primul Război Mondial.
După Acordul de la München, anexarea Transolzei de către Polonia și ocuparea Cehoslovaciei de către Germania, urmată de deziluzia față de reacția Occidentului și de recunoștință pentru eliberarea a mare parte a Cehoslovaciei de către Armata Roșie, Partidul Comunist din Cehoslovacia a obținut majoritatea la alegerile din 1946. Prin lovitura de stat din 1948, Cehoslovacia a devenit stat comunist. În 1968, nemulțumirea crescândă față de regimul comunist a culminat cu o tentativă de reformare a regimului. Evenimentele, denumite Primăvara de la Praga, au luat sfârșit cu invadarea țării de către trupele țărilor din Pactul de la Varșovia (exceptând România); trupele străine au rămas în țară până la Revoluția de Catifea din 1989, când regimul comunist s-a prăbușit. La 1 ianuarie 1993, Cehoslovacia s-a separat pe cale pașnică în cele două state constituente, Republica Cehă și Slovacia.
Republica Cehă este primul fost membru al CAER care a obținut statut de țară dezvoltată de la Banca Mondială. Ea are cel mai ridicat indice al dezvoltării umane din Europa Centrală și de Est, fiind o țară cu „dezvoltare umană foarte ridicată”. Ea este pe locul al treilea în lista celor mai pașnice țări din Europa și cea mai democratică și sănătoasă (în termenii mortalității infantile) din regiune.

## Etimologie
Denumirea tradițională de „Boemia” provine din latinescul „Boiohaemum”, care înseamnă „țara boilor". Numele actual provine de la endonimul ceh Čechy, cu scrierea arhaică Cžechy, similară celei poloneze.
De-a lungul istoriei Cehia a fost divizată în mai multe țări, și anume Boemia propriu-zisă (Čechy) în vest, Moravia (Morava) în sud-est, și Silezia Cehă (Slezsko; cea mai mică parte, de sud-est, a Sileziei istorice, din care cea mai mare parte este astăzi în Polonia) în nord-est. Cunoscută oficial drept „Coroana Regatului Boemiei” după secolul al XIV-lea, s-au utilizat mai multe alte denumiri ale țării, inclusiv „Pământurile Coroanei Boeme”, „Țara Boemă”, „Coroana Boemă”, „Pământurile Coroanei Sfântului Wenceslas” etc. La obținerea independenței după dizolvarea Imperiului Austro-Ungar în 1918, s-a utilizat denumirea de Cehoslovacia pentru a reflecta uniunea popoarelor ceh și slovac în noua țară.
După dizolvarea Cehoslovaciei, la sfârșitul anului 1992, partea cehă a primit denumirea oficială de „Republica Cehă” și, după recomandarea Ministerului de Externe ceh, denumirea alternativă scurtă de Cehia (în cehă Česko [ˈtʃɛskɔ]) de utilizat în afara documentelor oficiale și în afara denumirilor de instituții guvernamentale.

## Istoria

### Preistorie

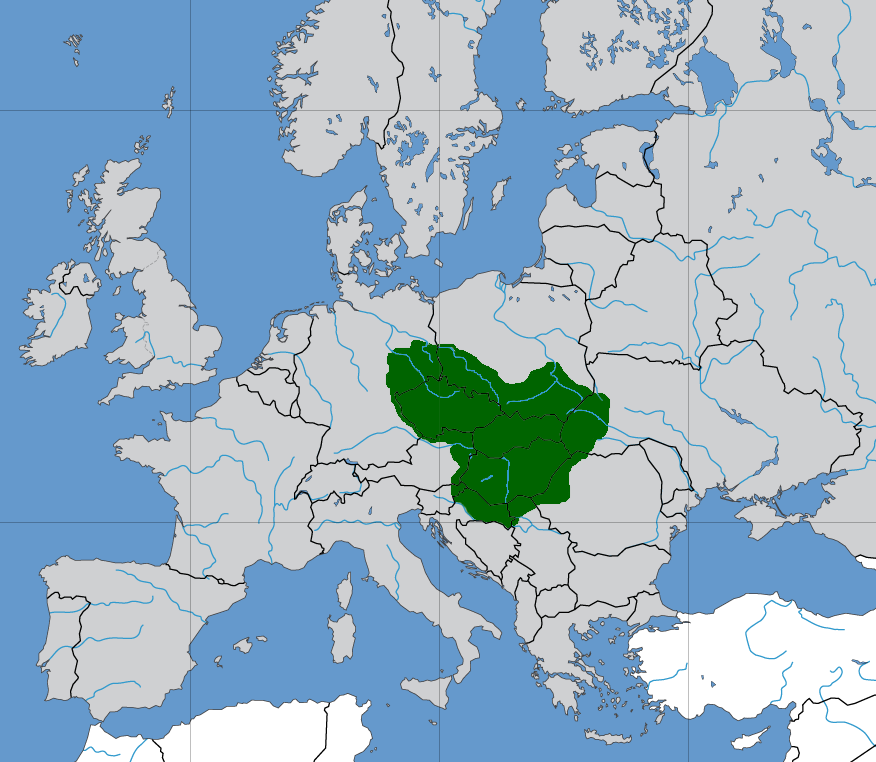
Moravia Mare în timpul domniei lui Svatopluk I

Arheologii au descoperit în zonă dovezi ale unor așezări preistorice, datând din neolitic. În antichitate, începând cu secolul al III-lea î.e.n., celții, Boii și ulterior în secolul I, triburile germanice ale marcomanilor și quazilor s-au stabilit aici. În Perioada Migrațiilor, în preajma secolului al V-lea, multe triburi germanice s-au deplasat către vest și sud din Europa Centrală.

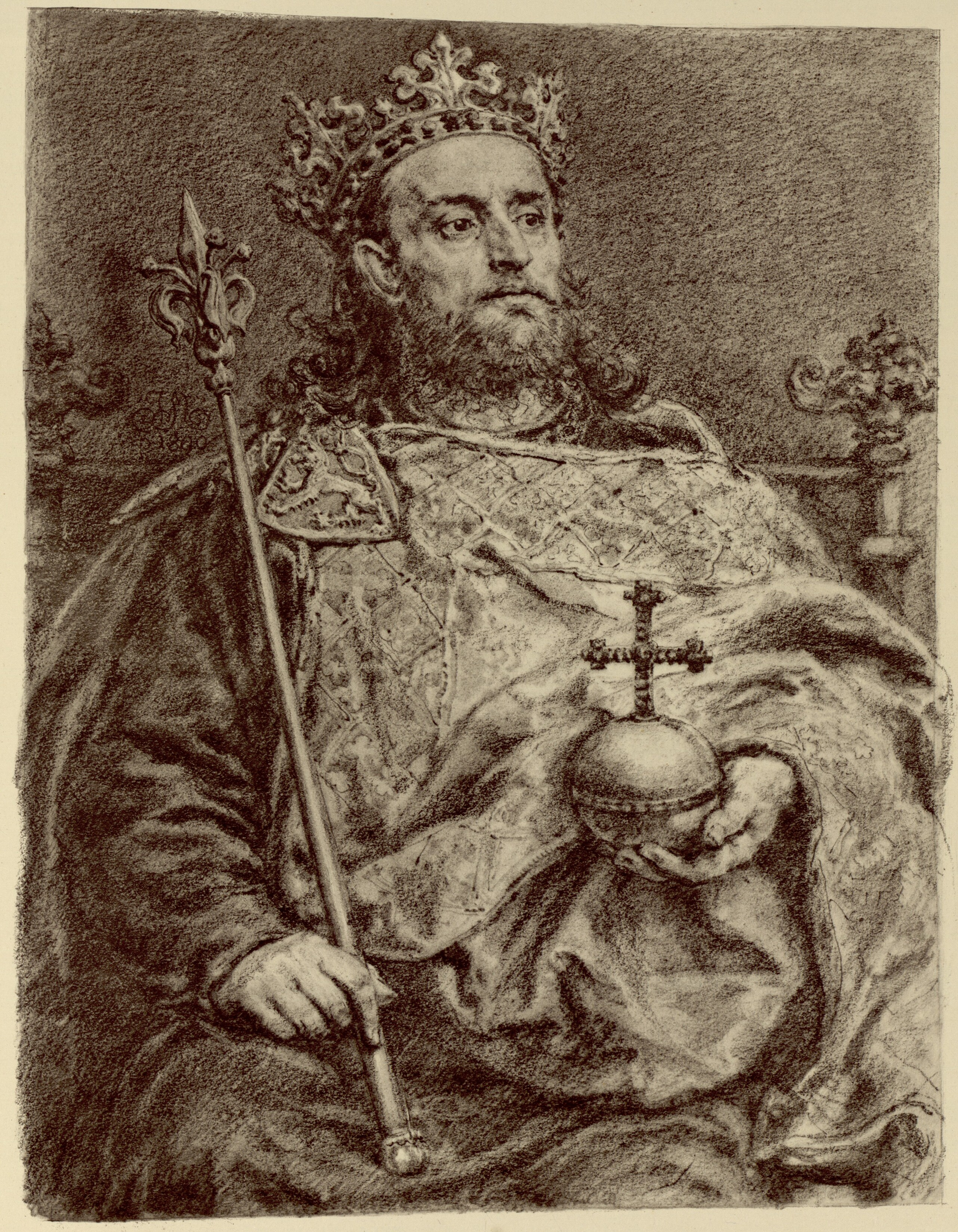
Venceslau al II-lea, rege al Boemiei și Poloniei

Slavii din zona Mării Negre și a Carpaților s-au stabilit, apoi, aici (mișcare ce a fost stimulată și de migrația masivă din Siberia și Europa de Est: hunii, avarii, bulgarii și maghiarii) și au asimilat triburile trace, germanice și celtice rămase. În secolul al VI-lea, ei s-au deplasat către sud în Boemia, Moravia și, parțial, în Austria de astăzi. Pe parcursul secolului al VII-lea, negustorul franc Samo, susținător al slavilor ce luptau contra stăpânilor lor avari, a devenit conducător al primului stat slav cunoscut din Europa Centrală. Principatul Moraviei a apărut în secolul al VIII-lea și a atins maxima întindere în secolul al IX-lea, când a frânat influența francilor și a câștigat protecția Papei.

### Boemia

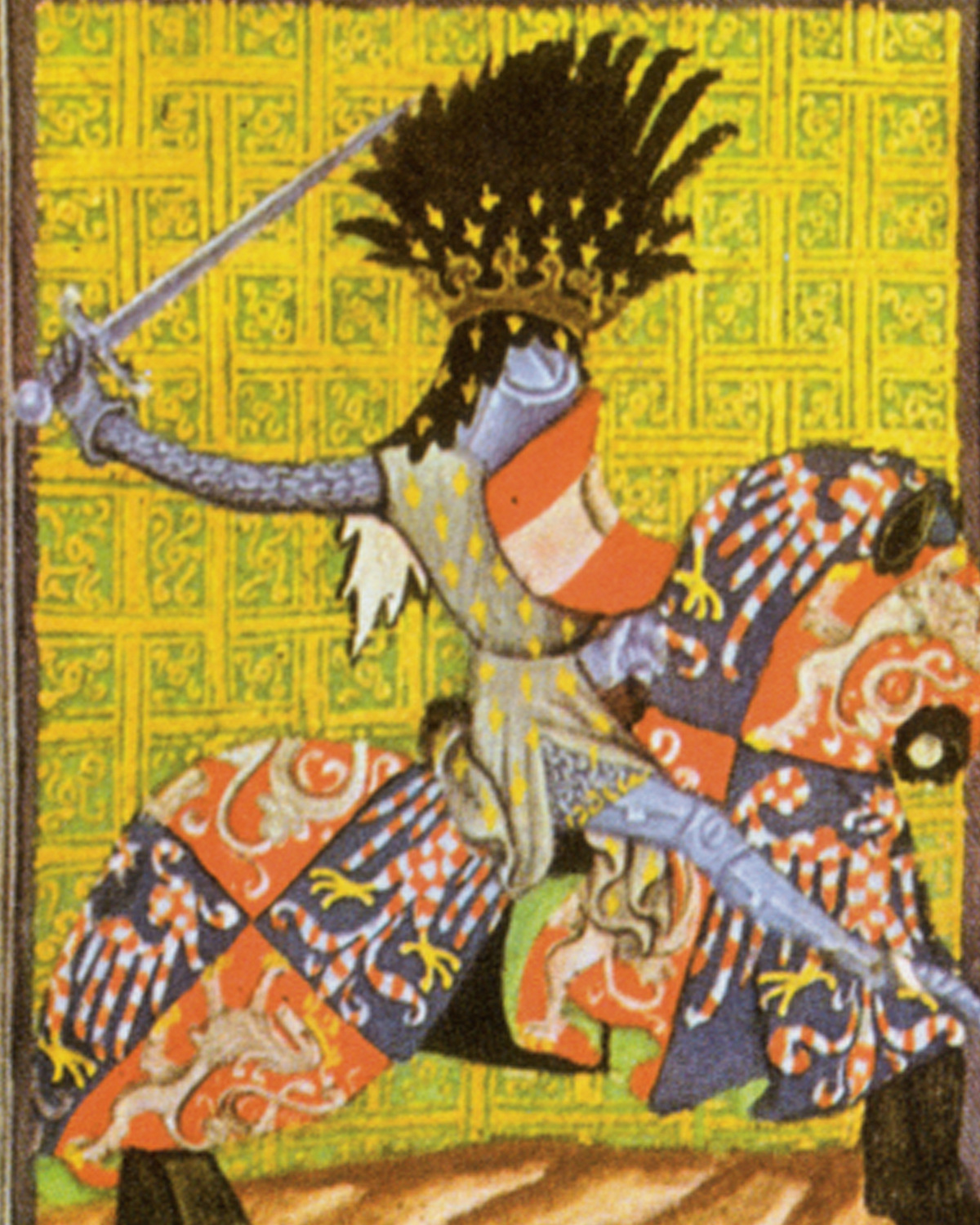
Přemysl Ottokar al II-lea, (c. 1233–1278), rege al Boemiei și domnitor al Austriei, Stiriei, Carintiei și Carniolei

Statul boem sau ceh a apărut pe la sfârșitul secolului al IX-lea, când a fost unificat de dinastia Přemyslid. Fiind singurul regat din cadrul Sfântului Imperiu Roman, Regatul Boemiei a fost o putere regională importantă în Evul Mediu. El a făcut parte din Imperiu între 1002 și 1806, cu excepția anilor 1440–1526. În 1212, regele Přemysl Otakar I, purtător al titlului de „rege” din 1198, a obținut de la împărat Bula de Aur din Sicilia (edict oficial), prin care se confirma titlul regal pentru Otakar și pentru descendenții săi, iar Ducatul Boemiei a fost ridicat la rang de regat. Imigrația germană a avut loc în zonele periferice boeme în secolul al XIII-lea. Germanii au populat orașe și districte miniere și, în unele cazuri, au împins coloniile germane înspre interiorul zonelor cehești. În 1235, puternica armată mongolă a lansat o invazie a Europei. După bătălia de la Legnica, mongolii au înaintat în Moravia, dar au fost învinși de către regele boem într-o bătălie la Olomouc și s-au îndreptat apoi spre Ungaria.
Regele Přemysl Otakar al II-lea a primit porecla de „regele de fier și aur” datorită bogăției sale și a forței militare. El a cucerit Austria, Stiria, Carintia și Carniola, extinzând teritoriul Boemiei până la Marea Adriatică. El a murit în bătălia de pe câmpia Moraviei în 1278 într-un război cu rivalul său, regele Rudolph I al Germaniei. Fiul lui Ottokar, Wenceslaus al II-lea a primit în 1300 coroana polonă pentru el însuși și coroana maghiară pentru fiul său. El a construit un vast imperiu ce se întindea de la Dunăre până la Marea Baltică. În 1306, ultimul rege din linia Přemyslizilor a fost ucis în circumstanțe misterioase în Olomouc pe când se odihnea. După o serie de războaie dinastice, casa de Luxemburg a obținut tronul Boemiei.

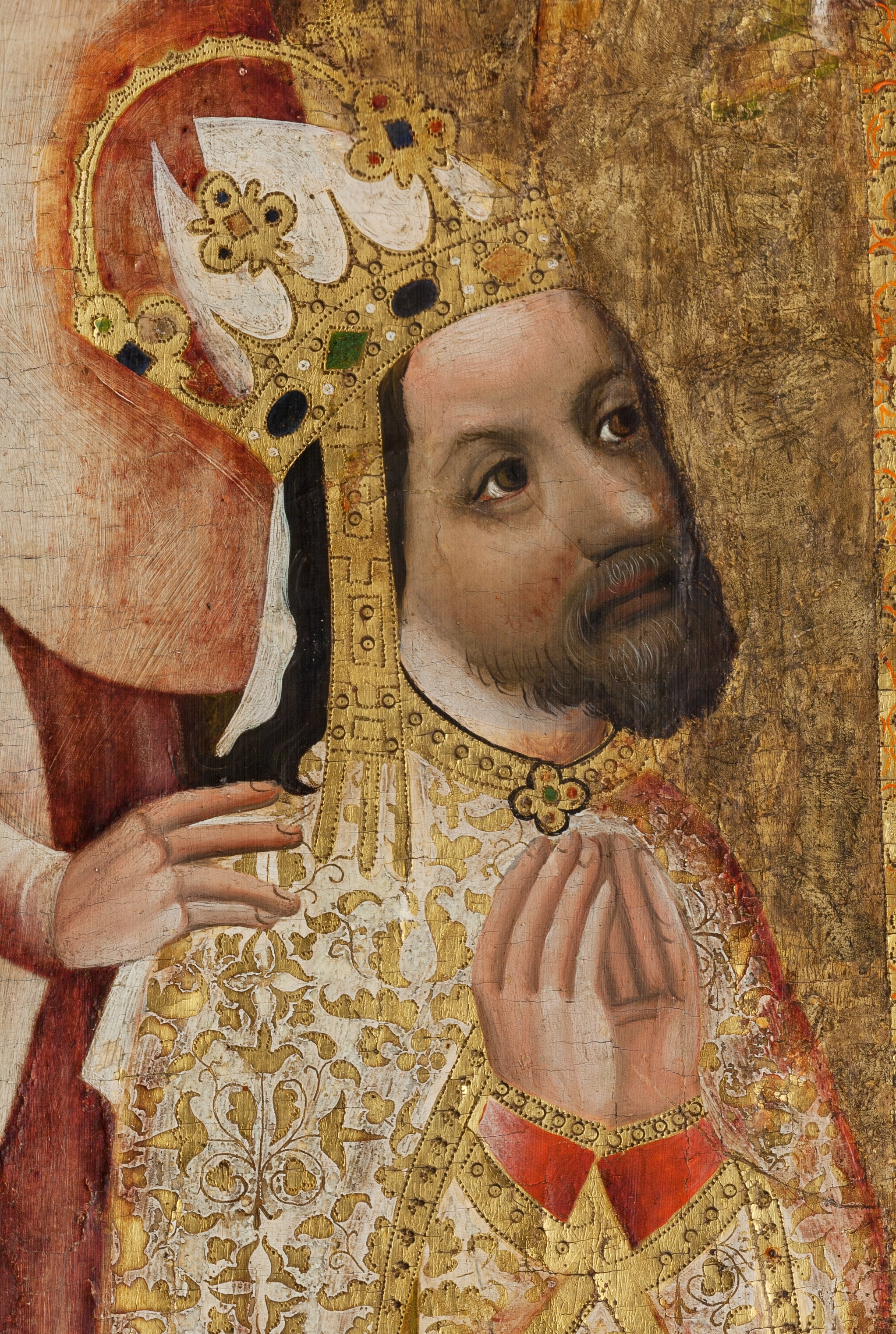
Carol al IV-lea, 1316–78, al unsprezecelea rege al Boemiei

Secolul al XIV-lea, și mai ales domnia regelui de origine cehă Carol al IV-lea, care a devenit și rege al Italiei, rege al romanilor și împărat romano-german, este considerată a fi epoca de aur a istoriei Cehiei. De importanță deosebită a fost fondarea Universității Caroline la Praga, în 1348, construcția Podului Carol, Pieței Carol și aducerea aproape de terminare a castelului de la Praga și a Catedralei Sfântul Vitus. 
Moartea neagră, care a bântuit prin Europa între 1347 și 1352, a decimat Regatul Boemiei în 1380, ucigând circa 10% din populație.
În secolul al XV-lea reformatorul religios și social Jan Hus a format o mișcare denumită, ulterior, după el. Deși Hus a fost declarat eretic și ars pe rug la Konstanz în 1415, susținătorii săi s-au separat de Biserica Catolică și au învins în Războaiele Husite (1419–1434) cinci cruciade organizate împotriva lor de împăratul Sigismund. Petr Chelčický⁠(d) a continuat cu mișcarea de reformă husită. De-a lungul următoarelor două secole, 90% din locuitori au aderat la această mișcare.
După 1526 Boemia a intrat treptat sub controlul Habsburgilor, aceștia devenind regi ai Boemiei. Defenestrația de la Praga și revolta antihabsburgică ce a urmat în 1618 a marcat începutul Războiului de Treizeci de Ani, care s-a răspândit în toată Europa Centrală. În 1620, revolta din Boemia a fost înăbușită în bătălia de la Muntele Alb, și legăturile între Boemia și țările ereditare Habsburgice din Austria s-au întărit. Războiul a avut un efect devastator asupra populației locale; oamenii au avut de ales între a se converti la catolicism și a părăsi țara.
Perioada ce a urmat, din 1620 până la sfârșitul secolului al XVIII-lea, a fost adesea denumită „Epoca Neagră”. Populația Cehiei a scăzut prin războaie, boli, foamete și prin expulzarea protestanților. Habsburgii au interzis toate religiile diferite de catolicism. Turcii otomani și tătarii au invadat Moravia în 1663. În 1679–1680, țara cehă a avut de suferit după o epidemie de ciumă și o răscoală a iobagilor.
Domniile Mariei Terezia și a fiului ei Iosif al II-lea, Sfânt Împărat Roman și coregent din 1765, a fost epoca absolutismului luminat. În 1742, majoritatea Sileziei, atunci aflată în posesia coroanei Boemiei, a fost ocupată de regele Frederic al II-lea al Prusiei în Războiul de Succesiune Austriacă. Marea Foamete, care a durat între 1770 și 1771, a ucis aproximativ o zecime din populația Cehiei, adică 250.000 de oameni, și a radicalizat zonele rurale, ducând la răscoale țărănești.
După căderea Sfântului Imperiu Roman, Boemia a devenit parte din Imperiul Austriac și apoi din Austro–Ungaria. Iobăgia a fost abolită complet abia în 1848. După revoluțiile din 1848, împăratul Franz Josef I al Austriei a instituit o monarhie absolutistă, în încercarea de a echilibra interesele etnice aflate în conflict în interiorul imperiului.

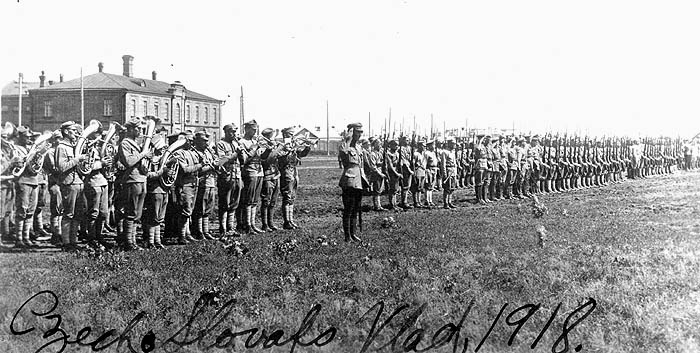
Soldați cehoslovaci la Vladivostok, Siberia (1918).

### Cehoslovacia
Circa 1,4 milioane de soldați cehi au luptat în Primul Război Mondial, dintre care circa 150.000 au murit. Peste 90.000 de voluntari cehi au format Legiunile Cehoslovace în Franța, Italia și Rusia, unde au luptat împotriva Puterilor Centrale și, apoi, împotriva armatelor bolșevice. După prăbușirea Imperiului Austro-Ungar, la sfârșitul Primului Război Mondial, a fost înființată republica independentă Cehoslovacia în 1918. Această țară nouă cuprindea Coroana Boemă (Boemia, Moravia și Silesia) cu părți din Regatul Ungariei (Slovacia și Rutenia Carpatică), cu semnificative minorități locale germane, maghiare, poloneze și rutene.

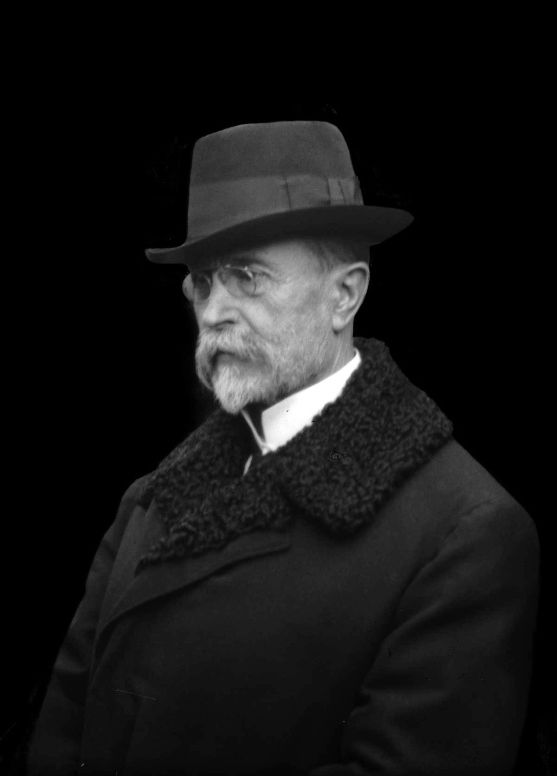
Tomáš Garrigue Masaryk, primul președinte al Cehoslovaciei.

Deși Cehoslovacia era un stat unitar, legislația era, la acea vreme, una cu drepturi numeroase pentru minorități și a rămas singura democrație în această parte a Europei în perioada interbelică. Efectele Marii Crize Economice cu șomaj masiv și propagandă insistentă a Germaniei Naziste au avut însă ca rezultat nemulțumiri și susținere puternică în sânul comunităților etnice germane în favoarea separării de Cehoslovacia. Adolf Hitler a profitat de ocazie și, folosindu-se de mișcarea separatistă Partidul Germanilor din Sudeți a lui Konrad Henlein⁠(d), a obținut Regiunea Sudetă, net majoritar germanofonă (împreună cu fortificațiile de graniță similare cu Linia Maginot) prin Acordul de la München (semnat de Germania Nazistă, Franța, Regatul Unit și Italia), în ciuda mobilizării armatei cehoslovace de 1,2 milioane de soldați și a alianței militare franco-cehoslovace. Polonia a anexat regiunea Transolza din jurul orașului Český Těšín. Ungaria a obținut părți din Slovacia și Rutenia Subcarpatică prin Primul Arbitraj de la Viena, din noiembrie 1938.
Restul Slovaciei și a Ruteniei Subcarpatice au căpătat o autonomie mai largă, statul primind denumirea de „Ceho-Slovacia”. După ce Germania Nazistă a amenințat cu anexarea unei părți din Slovacia, permițând anexarea restului regiunilor de către Ungaria și Polonia, Slovacia a ales să-și păstreze integritatea teritorială și națională, separându-se din Ceho-Slovacia în martie 1939, și aliindu-se, așa cum a cerut Germania, cu coaliția lui Hitler.
Restul teritoriului ceh a fost ocupat de Germania, care l-a transformat în așa-numitul Protectorat al Boemiei și Moraviei. Protectoratul a fost declarat parte a celui de al Treilea Reich, iar președintele și primul ministru au fost subordonați Reichsprotektorului („protector imperial”) german. Rutenia Subcarpatică și-a declarat independența, sub numele de „Republica Carpato-Ucrainei”, la 15 martie 1939, dar a fost invadată de Ungaria în aceeași zi și anexată, oficial, a doua zi. Circa 345.000 de cetățeni cehoslovaci, inclusiv 277.000 de evrei, au fost uciși sau executați, în vreme ce alte sute de mii au fost trimiși în lagăre de concentrare sau puși la muncă forțată. Circa două treimi din poporul ceh era destinat fie exterminării, fie deportării. Un lagăr de concentrare nazist s-a aflat la Terezín, la nord de Praga.

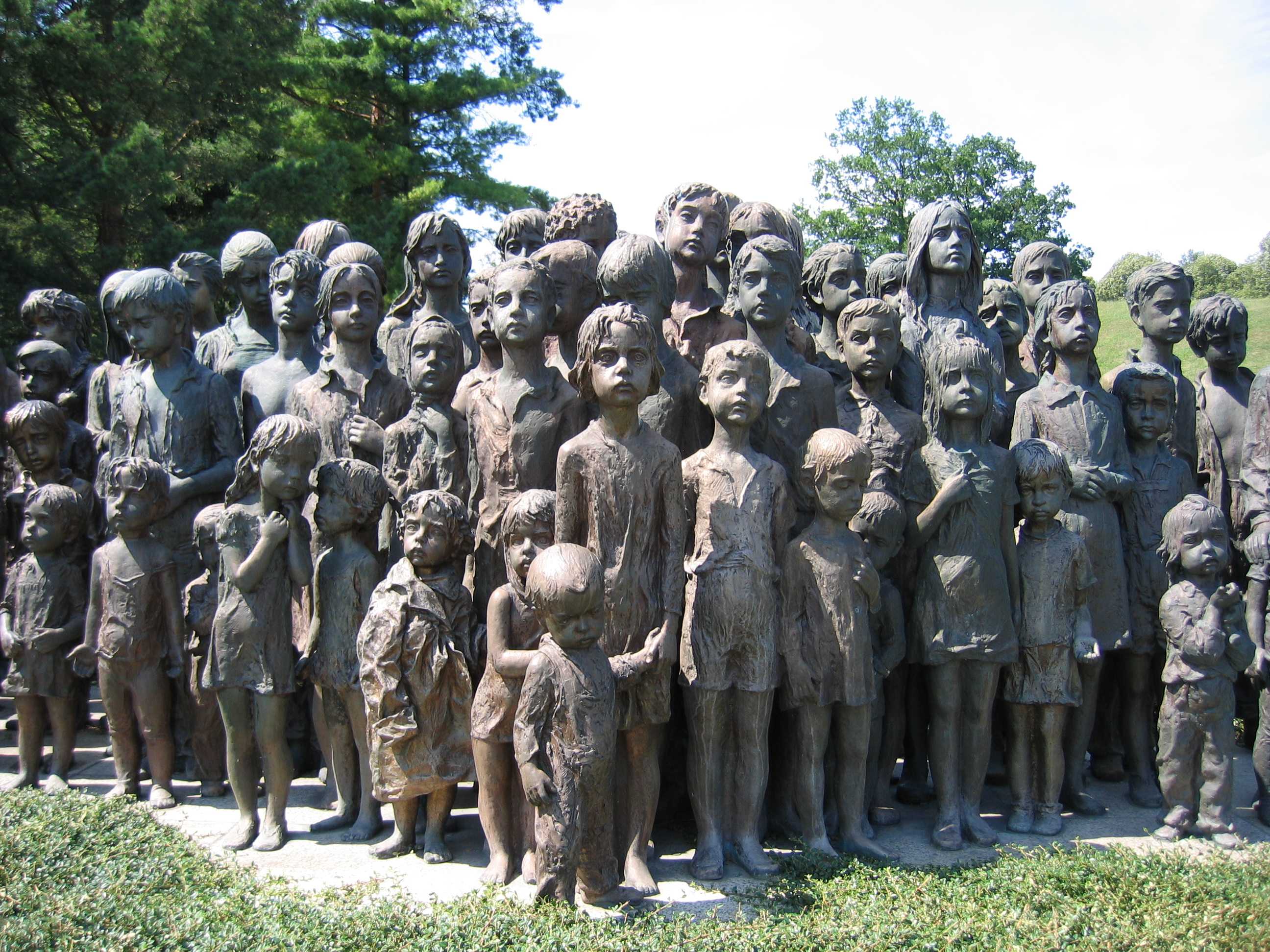
Monument în memoria celor 82 de copii din Lidice uciși de naziști la Chełmno.

A existat o rezistență cehă, și în interior și în străinătate, cea mai importantă acțiune a sa fiind asasinarea, la 27 mai 1942, a liderului nazist Reinhard Heydrich, într-o suburbie a Pragăi . Guvernul cehoslovac din exil și armata sa care a luptat împotriva Germaniei au fost recunoscute de Aliați; Trupele cehoslovace au luptat de la începutul războiului în Polonia, Franța, Regatul Unit, Africa de Nord, Orientul Mijlociu și Uniunea Sovietică. Ocupația germană a luat sfârșit la 9 mai 1945, odată cu sosirea armatelor sovietică și americană și cu revolta de la Praga. Circa 140.000 de soldați sovietici au murit eliberând Cehoslovacia de ocupația germană.
În 1945–1946, aproape întreaga minoritate germană din Cehoslovacia, circa 3 milioane de oameni, au fost expulzați în Germania și Austria. În acest răstimp, mii de germani au fost ținuți în închisori și lagăre de detenție sau folosiți pentru muncă forțată. În vara lui 1945, au avut loc și câteva masacre. Singurii germani neexpulzați au fost cei circa 250.000 care activaseră în rezistența antinazistă sau care erau considerați de importanță economică, deși mulți dintre ei au emigrat ulterior. După un referendum organizat de sovietici, Rutenia Subcarpatică nu a mai fost readusă în granițele Cehoslovaciei, și a rămas ca parte din RSS Ucraineană, sub numele de Regiunea Transcarpatia, în 1946.
Cehoslovacia a încercat să joace rol de „punte” între Occident și Est. Partidul Comunist din Cehoslovacia a crescut însă rapid în popularitate, pe fondul unei deziluzii generale față de Occident din cauza Acordului de la München, și o atitudine populară favorabilă față de URSS, datorită rolului sovieticilor în eliberarea Cehoslovaciei de sub ocupația germană. În alegerile din 1946, comuniștii au obținut 38% din voturi și au devenit cel mai mare partid din parlamentul cehoslovac. Ei au format un guvern de coaliție cu alte partide din Frontul Național și au acționat rapid pentru a-și consolida puterea. Pasul decisiv a avut loc în februarie 1948, într-un șir de evenimente caracterizate de comuniști ca „revoluție” și de anticomuniști ca o „preluare a puterii cu forța”. Milițiile Poporului au preluat controlul asupra unor puncte-cheie din Praga, și a fost format un nou guvern, format doar din comuniști.
Timp de 41 de ani, Cehoslovacia a fost stat comunist în spatele Cortinei de Fier. Această perioadă se caracterizează prin întârzierea față de Occident la aproape toate capitolele dezvoltării sociale și economice. PIB-ul pe cap de locuitor a scăzut de la un nivel apropiat de al Austriei până sub cele ale Greciei și Portugaliei în anii 1980. Guvernul comunist a naționalizat total mijloacele de producție și a construit o economie planificată. Climatul politic a fost unul deosebit de represiv, cu numeroase procese înscenate și sute de mii de deținuți politici, dar a început să se deschidă și să devină tolerant la sfârșitul anilor 1960, culminând cu perioada în care Alexander Dubček a condus partidul, în 1968, perioadă denumită Primăvara de la Praga, care a încercat să construiască „socialismul cu față umană” și, eventual, chiar să introducă pluralismul politic. Mișcarea a fost oprită cu forța la 21 august 1968 de o invazie a Pactului de la Varșovia.

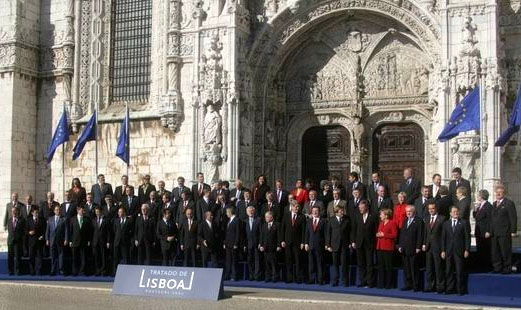
Republica Cehă a devenit membru al Uniunii Europene în 2004, semnând Tratatul de la Lisabona în 2007 și devenind, în 2009, ultimul membru care l-a ratificat.

Invazia a fost urmată de un program dur de „normalizare” la sfârșitul anilor 1960 și în anii 1970. Până în 1989, sistemul politic se baza pe cenzurarea opoziției. Disidenții au publicat în 1977 Carta 77, și au început proteste puternice în 1988. Între 1948 și 1989 peste 250.000 de cehi și slovaci au fost trimiși în închisori pentru „activități împotriva statului” și peste 400.000 au emigrat.

### Revoluția de Catifea și independența
În noiembrie 1989, Cehoslovacia a redevenit țară democratică prin Revoluția de Catifea. Aspirațiile naționale ale slovacilor au crescut însă și, la 1 ianuarie 1993, țara s-a separat pe cale pașnică în două state independente — Cehia și Slovacia. Ambele țări au trecut prin reforme economice și privatizări pentru a reveni la economia de piață. Acest proces a fost unul de succes; în 2006, Republica Cehă a fost recunoscută de Banca Mondială ca „țară dezvoltată”, iar în 2009 Indicele Dezvoltării Umane a adus-o în rândul țărilor cu „dezvoltare umană foarte ridicată”.
Din 1991, Republica Cehă, la început ca parte a Cehoslovaciei și apoi de sine stătătoare, a făcut parte din Grupul de la Visegrád și, după 1995, din OECD. Cehia a derat la NATO la 12 martie 1999 și la Uniunea Europeană la 1 mai 2004. A deținut președinția Uniunii Europene în prima jumătate a lui 2009.

## Politică
Republica Cehă este o democrație reprezentativă, pluralistă și parlamentară, fiind condusă de primul ministru în calitate de șef al guvernului. Parlamentul (Parlament České republiky) este bicameral, format din Camera Deputaților (în cehă Poslanecká sněmovna) (200 de membri) și din Senat (în cehă Senát) (81 de membri).
Președintele Republicii Cehe este ales de camerele reunite ale Parlamentului pe un mandat de cinci ani, neavând dreptul la mai mult de două mandate consecutive. Președintele este oficial șeful statului, având puteri limitate, în principal de a retrimite legi în Parlament, de a nominaliza judecătorii Curții Constituționale (care sunt apoi aprobați în Senat) și de a dizolva parlamentul în anumite circumstanțe speciale și neobișnuite. El numește și un candidat pentru funcția de prim ministru, precum și alți membri ai cabinetului la propunerea primului ministru.
Primul ministru este șeful guvernului și are puteri considerabile, inclusiv dreptul de a stabili agenda politicii interne și externe, de a mobiliza majoritatea parlamentară și de a alege miniștrii guvernului.
Membrii Camerei Deputaților sunt aleși prin vot proporțional pe mandate de patru ani, pragul electoral fiind de 5%. Există 14 circumscripții electorale, identice cu regiunile administrative ale țării. Camera Deputaților, succesoarea Consiliului Național Ceh, are puterile și responsabilitățile fostului parlament federal al fostei Cehoslovacii.
Membrii Senatului sunt aleși în colegii uninominale în două tururi de scrutin pe mandate de șase ani, o treime din ei fiind aleși din doi în doi ani, în toamna fiecărui an par. Primele alegeri au avut loc în 1996, pentru mandate de dimensiuni diferite. Acest sistem este modelat după Senatul american, dar fiecare colegiu este de aproximativ aceeași dimensiune, iar votul este în două tururi. Popularitatea Senatului este redusă în rândul publicului și alegerile pentru senat suferă de prezență redusă la urne, cu circa 30% la primul tur și cu 20% la al doilea.

### Relațiile externe
Apartenența la Uniunea Europeană este centrală în politica externă a Cehiei. Republica Cehă a deținut președinția consiliului Uniunii Europene în prima jumătate a lui 2009, în timpul primului mandat de ministru de externe deținut de Karel Schwarzenberg.
Oficialii cehi au susținut luptătorii pentru democrație din Birmania, Belarus, Republica Moldova și Cuba.

### Armata

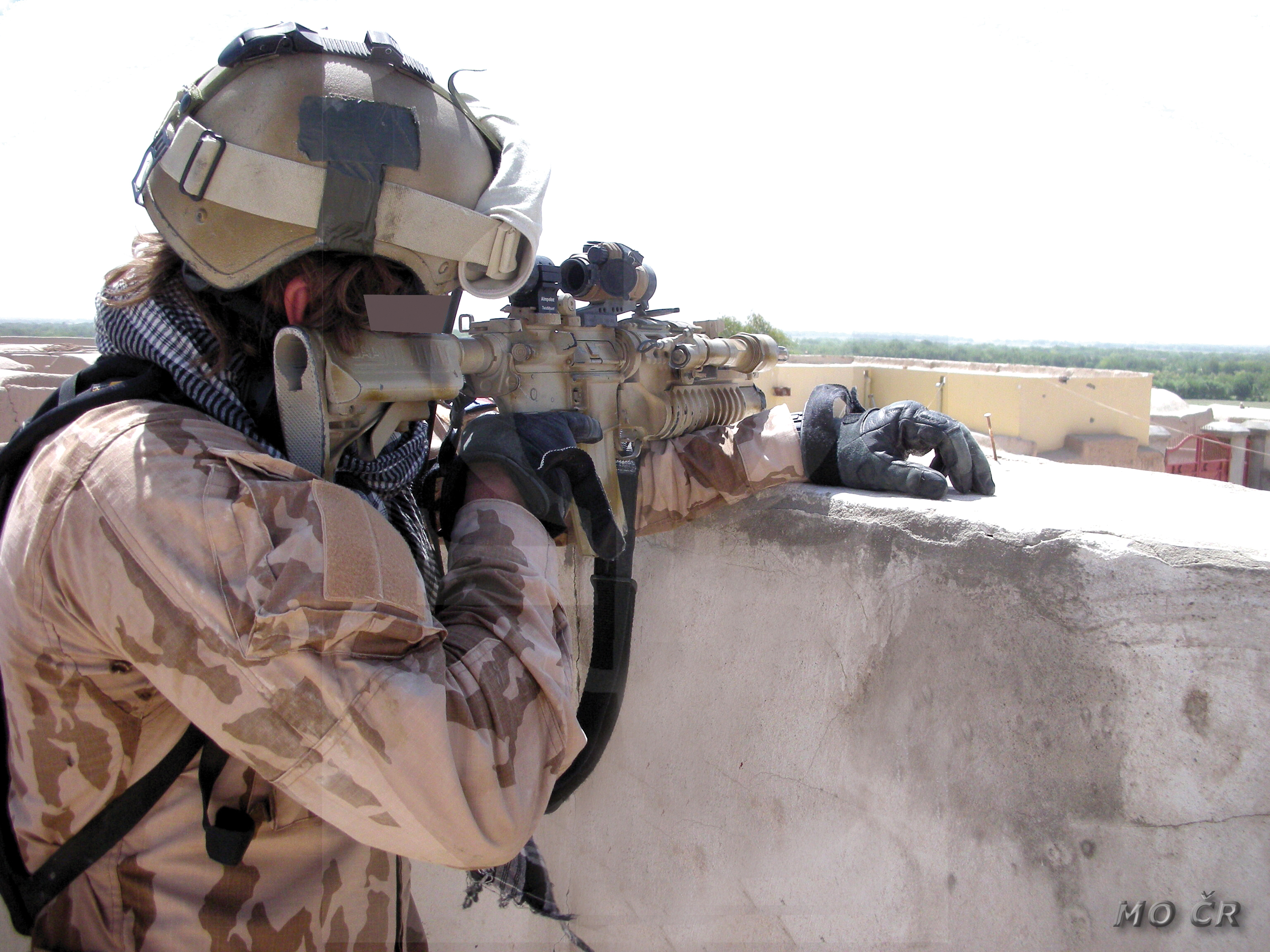
Soldat ceh în Afganistan

Forțele Armate Cehe constau din Armată, Forțele Aeriene și din unități speciale de suport. Președintele Republicii Cehe, din 2013 Miloš Zeman, este comandant suprem al forțelor armate. În 2004, armata a devenit organizație complet profesionistă, serviciul militar fiind abolit. Țara este membră a NATO din 12 martie 1999. Cheltuielile cu apărarea se ridică la circa 1,8% din PIB (2006). Ca membru NATO, armata cehă participă la operațiunile ISAF și KFOR și are soldați desfășurați în Afganistan și în Kosovo. Între principalele echipamente se numără: avioane de luptă multirol JAS-39 Gripen, avioane de luptă Aero L-159 Alca⁠(d), elicoptere de atac Mi-24, blindate Pandur II⁠(d), OT-64⁠(d), OT-90⁠(d), BVP-2⁠(d) și tancuri modernizate cehești T-72 (T-72M4CZ). Furnizorii industriali principali sunt Rusia, Statele Unite și Germania.

### Diviziuni administrative
Din 2000, Republica Cehă este împărțită în treisprezece regiuni (în cehă: kraje, singular kraj) și orașul Praga. Fiecare regiune are propria Adunare Regională aleasă (krajské zastupitelstvo) și condusă de un hejtman (tradus ca hatman sau „președinte”). La Praga, puterile acestor organisme sunt atribuite consiliului general și primarului general.
Fostele cele douăzeci și șase de districte (okresy, singular okres), inclusiv cele trei „orașe statutare” (cu excepția Pragăi, care avea statut special), și-au pierdut mare parte din importanță după reforma administrativă din 1999; ele rămân diviziuni teritoriale și centre ale diverselor ramuri ale administrației de stat.

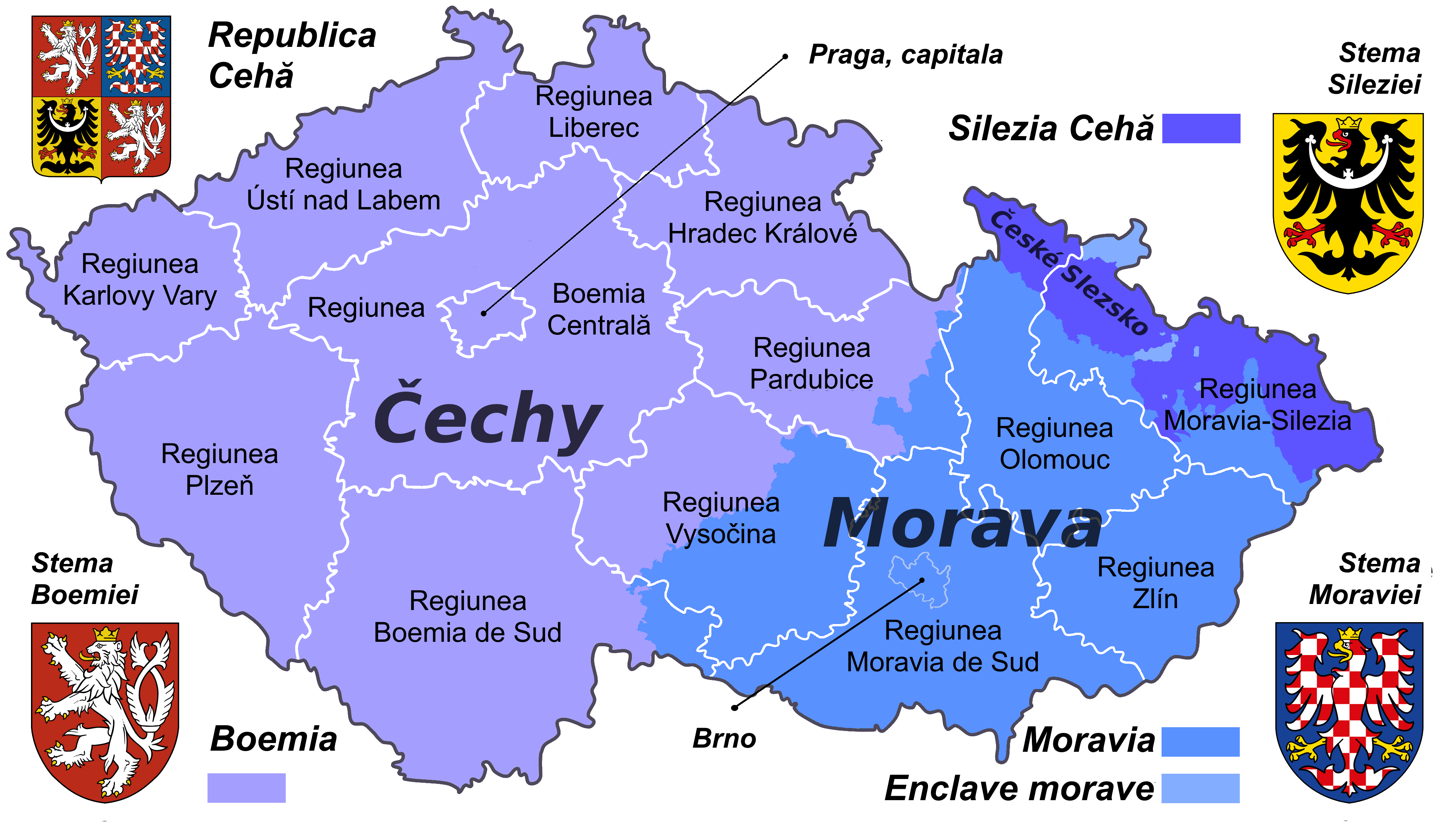
Harta Republicii Cehe cu regiunile istorice și regiunile administrative actuale

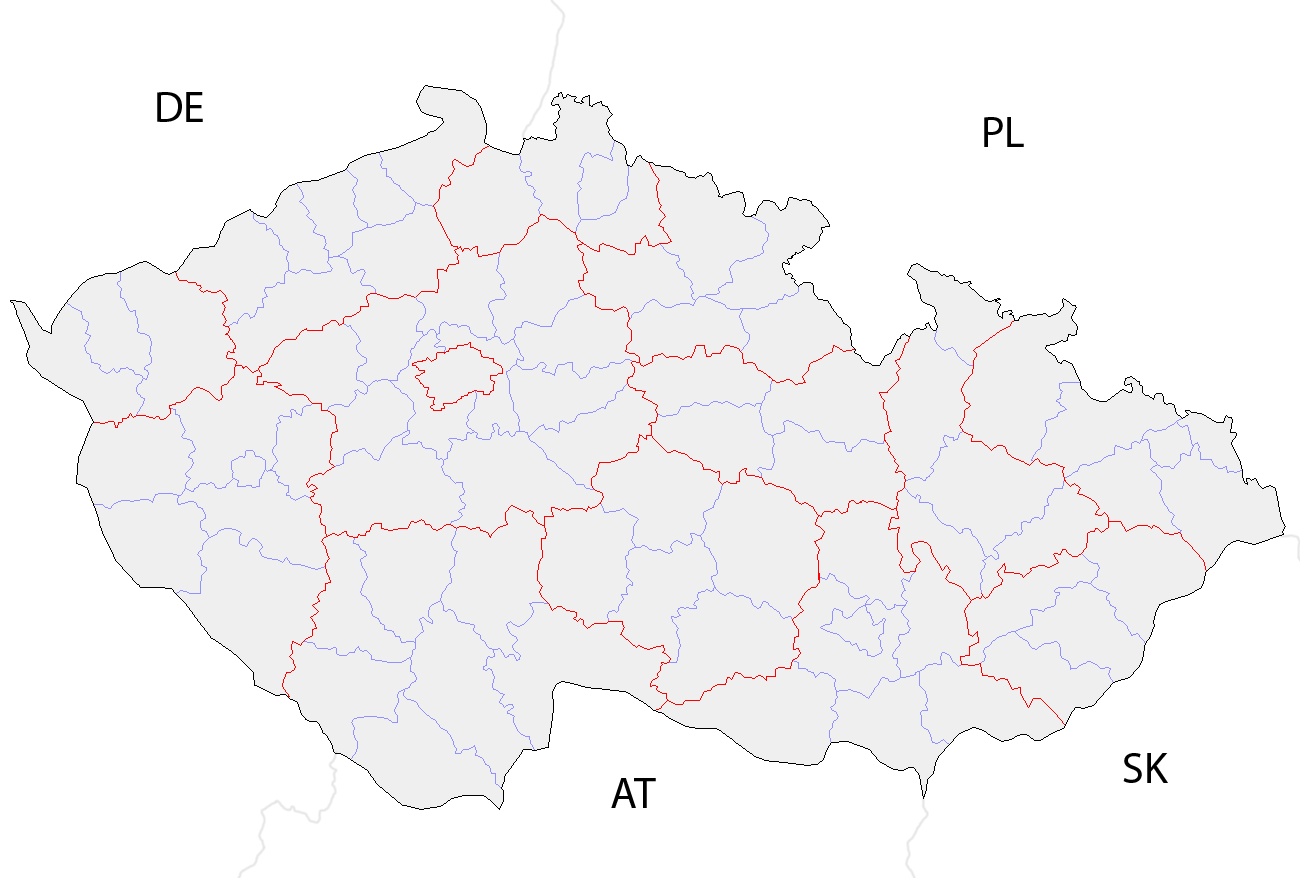
Harta districtelor.

| (Indicativ auto) | Regiune                                         | Reședință                                 | Populație (est. 2004) | Populație (est. 2010) |
| ---------------- | ----------------------------------------------- | ----------------------------------------- | --------------------- | --------------------- |
| A                | Praga, oraș-capitală (Hlavní město Praha)       | Praga, oraș-capitală (Hlavní město Praha) | 1.170.571             | 1.251.072             |
| S                | Regiunea Boemia Centrală (Středočeský kraj)     | administrată de la Praga                  | 1.144.071             | 1.256.850             |
| C                | Regiunea Boemia de Sud (Jihočeský kraj)         | České Budějovice                          | 625.712               | 637.723               |
| P                | Regiunea Plzeň (Plzeňský kraj)                  | Plzeň                                     | 549.618               | 571.831               |
| K                | Regiunea Karlovy Vary (Karlovarský kraj)        | Karlovy Vary                              | 304.588               | 307.380               |
| U                | Regiunea Ústí nad Labem (Ústecký kraj)          | Ústí nad Labem                            | 822.133               | 835.814               |
| L                | Regiunea Liberec (Liberecký kraj)               | Liberec                                   | 427.563               | 439.458               |
| H                | Regiunea Hradec Králové (Královéhradecký kraj)  | Hradec Králové                            | 547.296               | 554.370               |
| E                | Regiunea Pardubice (Pardubický kraj)            | Pardubice                                 | 505.285               | 516.777               |
| M                | Regiunea Olomouc (Olomoucký kraj)               | Olomouc                                   | 635.126               | 641.555               |
| T                | Regiunea Moravia-Silezia (Moravskoslezský kraj) | Ostrava                                   | 1.257.554             | 1.244.837             |
| B                | Regiunea Moravia de Sud (Jihomoravský kraj)     | Brno                                      | 1.123.201             | 1.152.819             |
| Z                | Regiunea Zlín (Zlínský kraj)                    | Zlín                                      | 590.706               | 590.527               |
| J                | Regiunea Vysočina (Kraj Vysočina)               | Jihlava                                   | 517.153               | 514.805               |

## Geografie

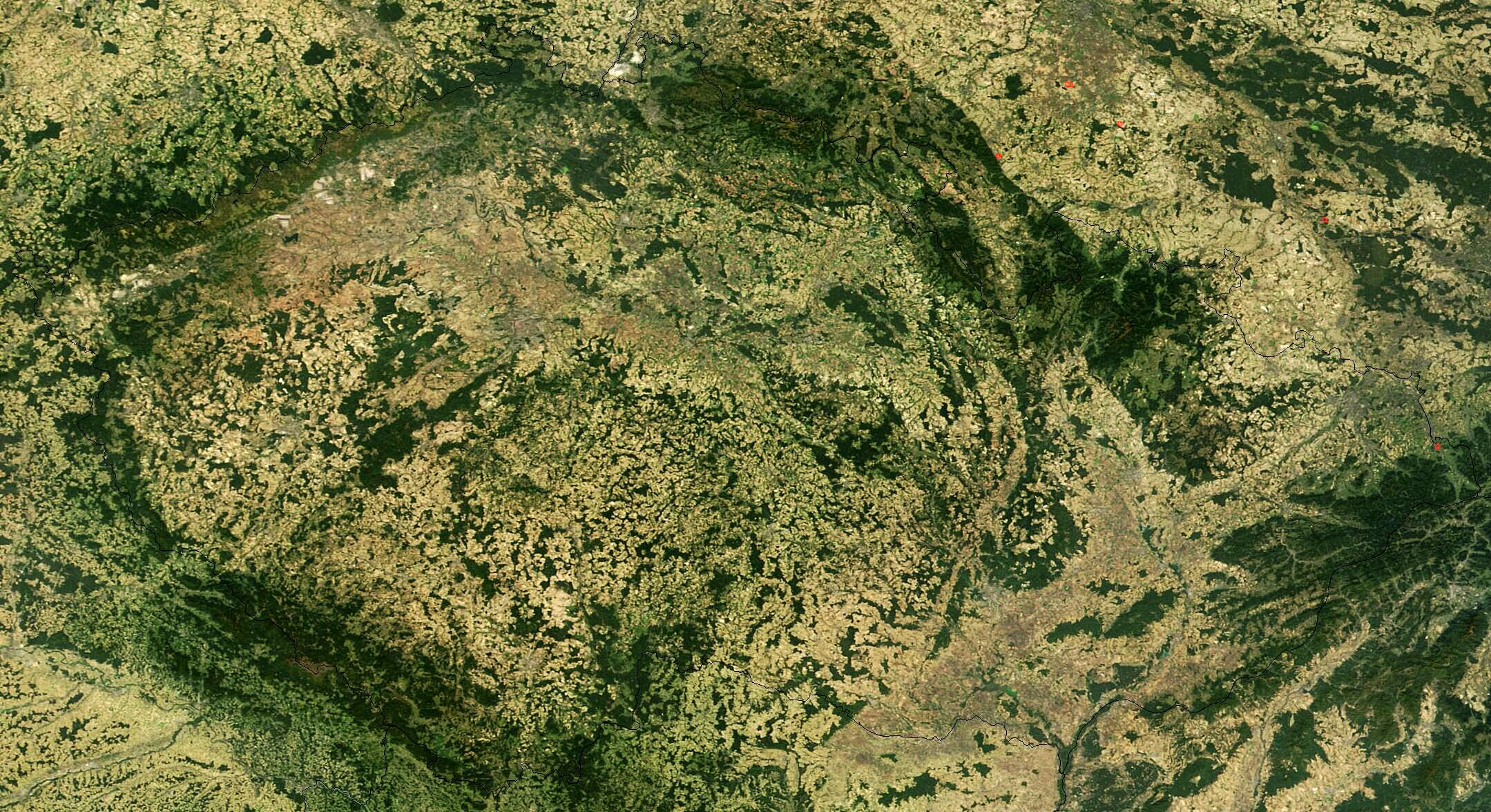
Cehia văzută din satelit

Republica Cehă se află între paralelele de 48° și 51° latitudine nordică (doar o mică zonă se află la nord de 51°), și între meridianele de 12° și 19° longitudine estică.
Peisajul este unul variat. Boemia, către vest, constă dintr-un bazin drenat de Elba (în cehă Labe) și de Vltava, înconjurat de munți de altitudine joasă, cum ar fi masivul Krkonoše din Sudeți. Aici se află cel mai înalt punct din țară, Sněžka, la 1.602 m, pe frontiera cu Polonia. Moravia, partea estică a țării, este o zonă deluroasă. Ea este drenată în principal de râul Morava, dar acolo se află și izvoarele Odrei.
Apele din Cehia curg către trei mări diferite: Marea Nordului, Marea Baltică și Marea Neagră. Cehia deține și Moldauhafen⁠(d), un lot de 30.000 m² din portul Hamburg, acordat Cehoslovaciei prin articolul 363 al tratatului de la Versailles, pentru a permite transportul mărfurilor către mare. Teritoriul va reveni Germaniei în 2028.

### Clima

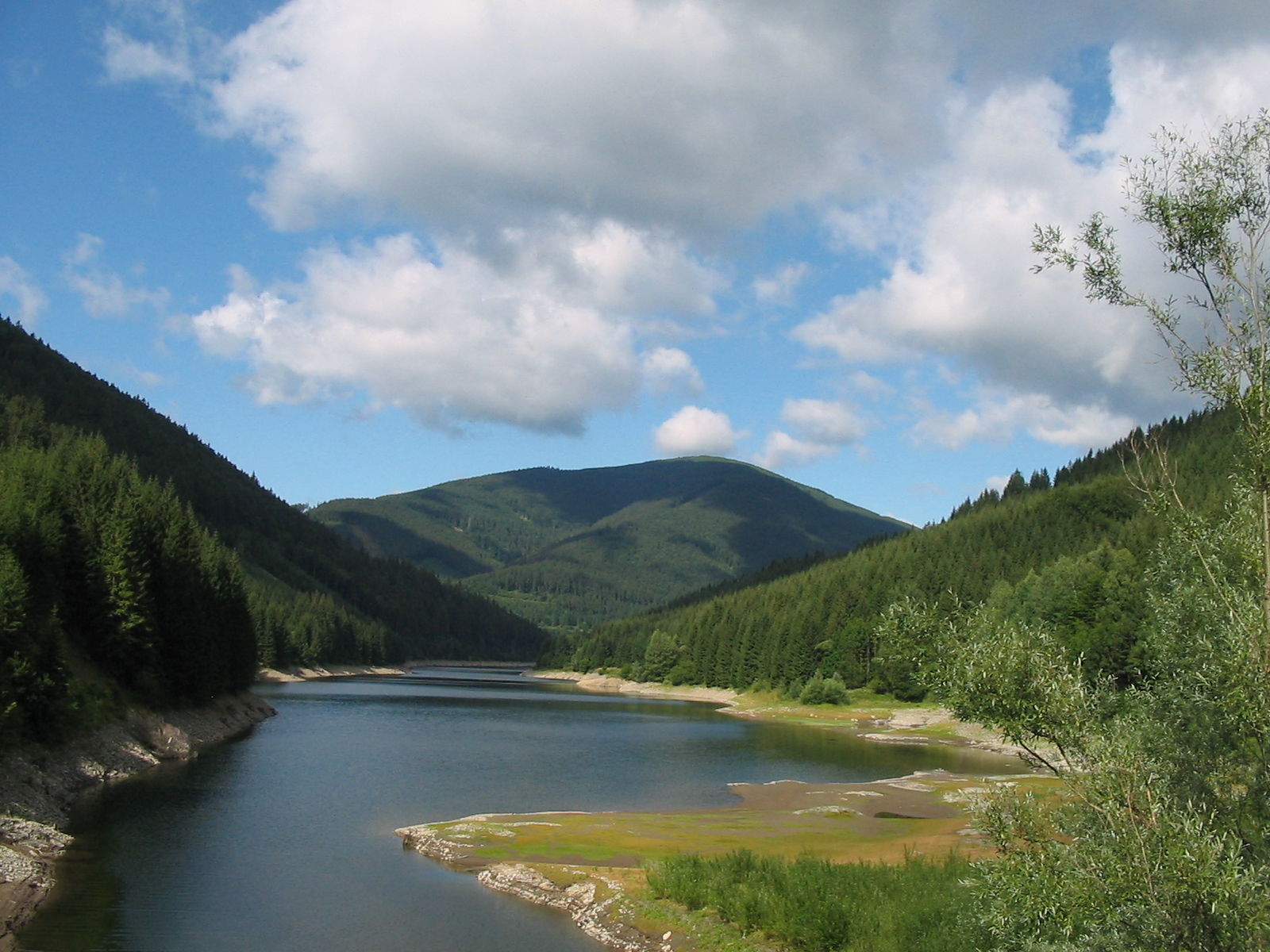
Barajul Šance, în Beskizii Moraviei și Sileziei

Cehia are o climă temperat-continentală, cu veri relativ fierbinți și ierni reci și cu multă zăpadă. Diferența de temperatură de la vară la iarnă este mare din cauza poziției geografice în interiorul continentului.
Temperaturile variază mult în funcție de altitudine. În general, la altitudini mari, temperaturile scad și cantitatea de precipitații crește. Cea mai umedă zonă din Cehia se găsește este zona Bílý Potok din Munții Jizera, iar cea mai rece este districtul Louny de la nord-vest de Praga. Un alt factor important este distribuția munților; de aceea, clima este una variată.

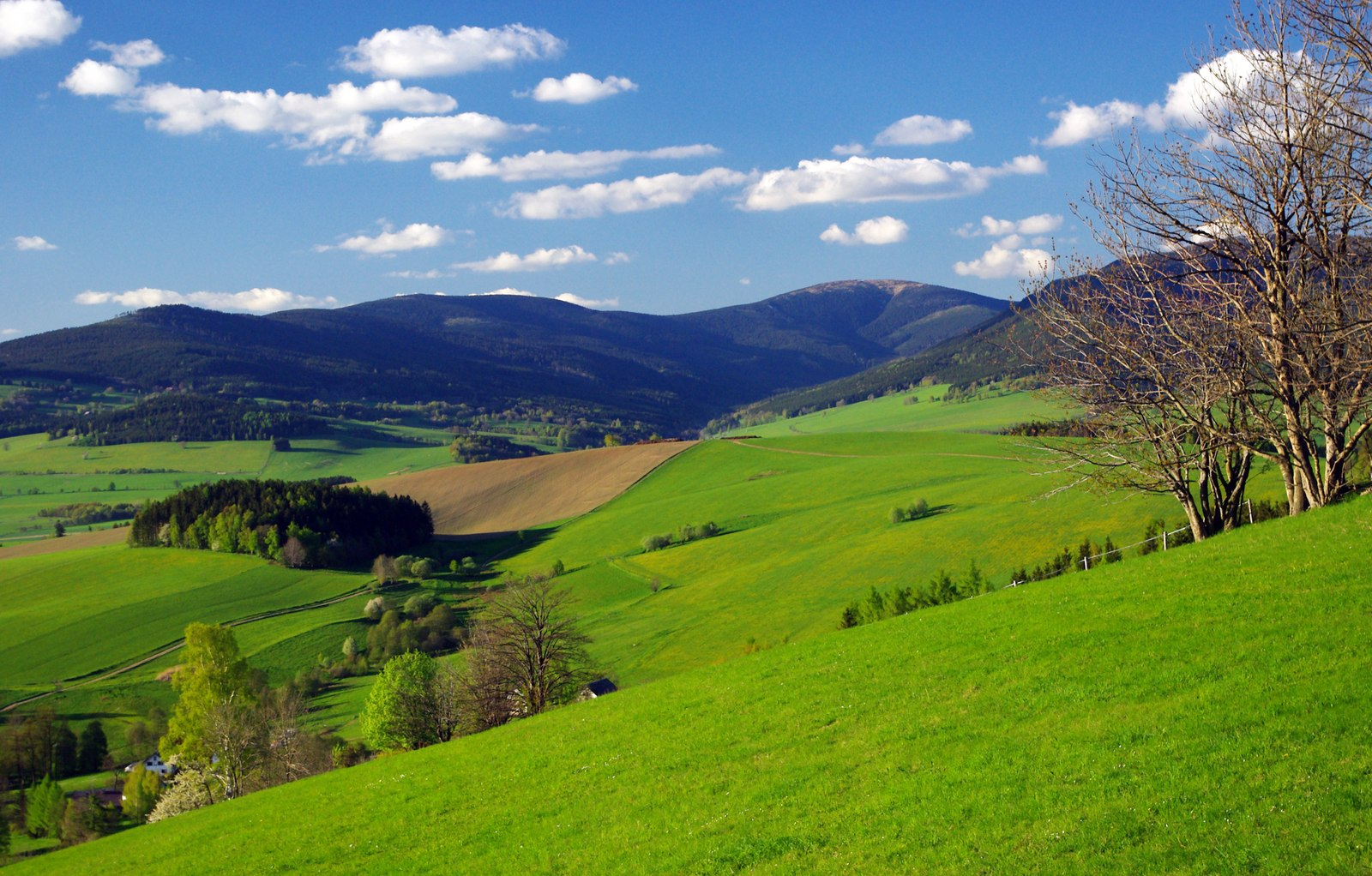
Dealurile din

În cel mai înalt punct, Sněžka (1.602 m), temperatura medie este doar −0,4 °C, pe când în câmpiile din regiunea Moravia de Sud, temperatura medie se ridică la 10 °C. Capitala țării, Praga, are o temperatură medie similară, sub influența factorilor urbani.
Cea mai rece lună este de obicei ianuarie, urmată de februarie și decembrie. În aceste luni, ninge la munte și uneori și în câmpie și în orașele mari. În martie, aprilie și mai, temperatura crește rapid, mai ales în aprilie, când vremea tinde să varieze puternic în timpul zilei. Primăvara se caracterizează prin niveluri crescute ale apeilor râurilor, din cauza topirii zăpezii, ceea ce duce ocazional la revărsări.
Cea mai caldă lună a anului este iulie, urmată de august și iunie. În medie, temperaturile din timpul verii sunt cu 20 de grade mai ridicate decât iarna.
Toamna începe de obicei în septembrie, o lună uscată și relativ caldă. În octombrie temperaturile încep să scadă sub 15 °C sau 10 °C; până la sfârșitul lui noiembrie, temperaturile coboară până aproape de punctul de îngheț.
Cea mai scăzută temperatură înregistrată vreodată a fost la Litvínovice, lângă České Budějovice, de −42,2 °C și cea mai ridicată a fost de 40,2 °C la Praga, Uhříněves.

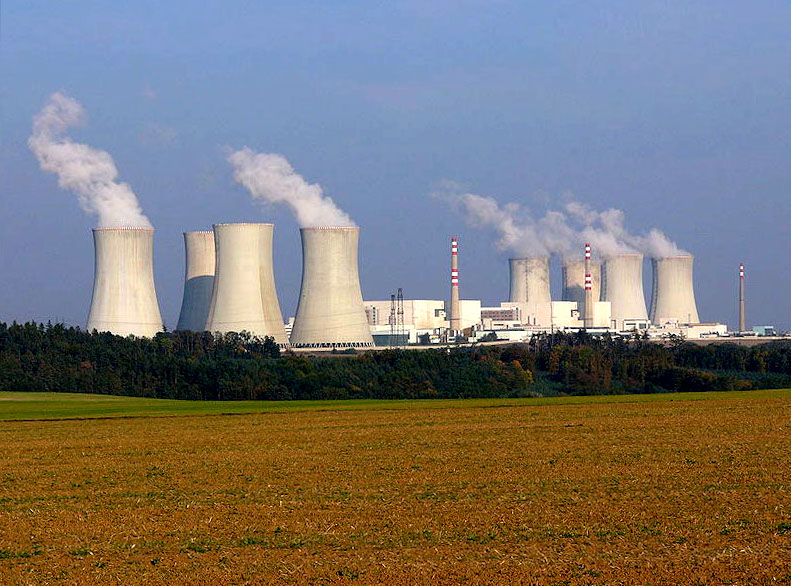
Centrala nucleară de la Dukovany

Ploile cele mai multe sunt vara. Aversele sporadice sunt relativ constante de-a lungul anului (la Praga, numărul mediu de zile cu cel puțin 0,1 mm de precipitații variază de la 12 în septembrie și octombrie până la 16 în noiembrie) dar ploi masive concentrate (zile cu peste 10 mm) sunt mai frecvente în lunile dintre mai și august (cu media de două astfel de zile lunar).

## Economie

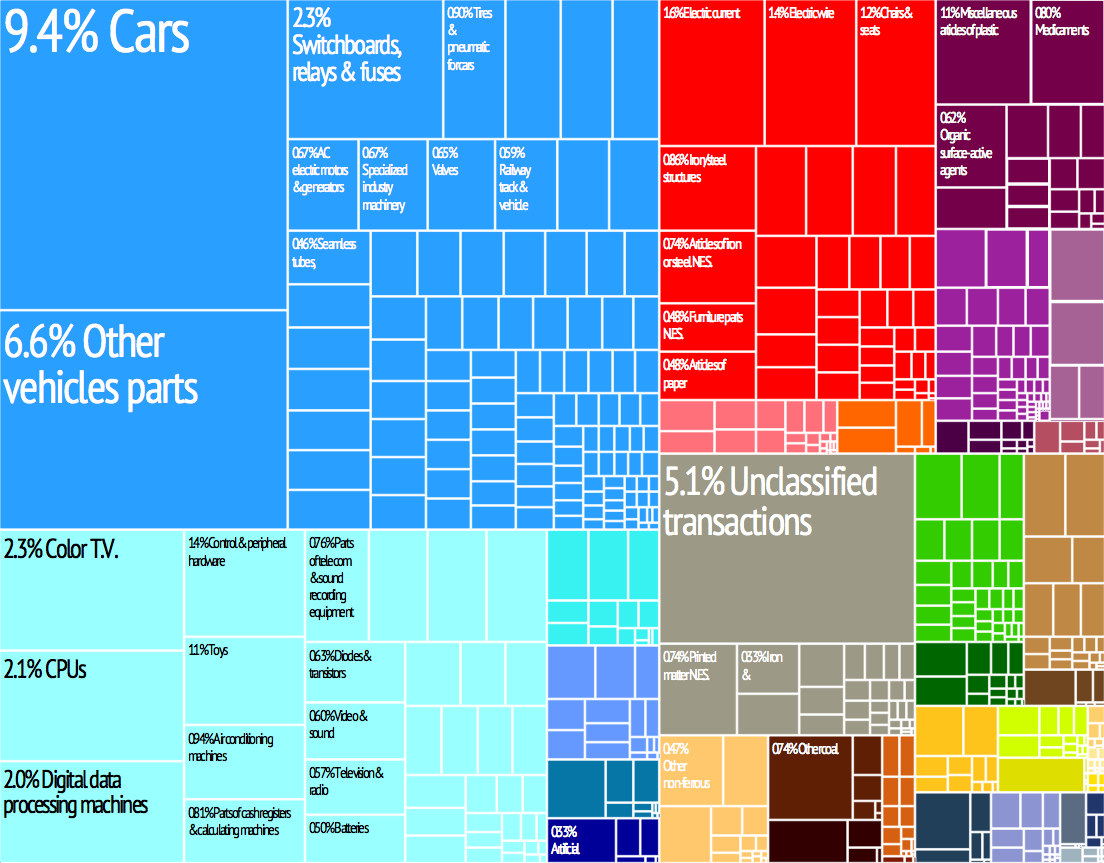
Prezentare grafică a exporturilor Cehiei în 28 de categorii.

Cehia face parte din UE și din spațiul Schengen.

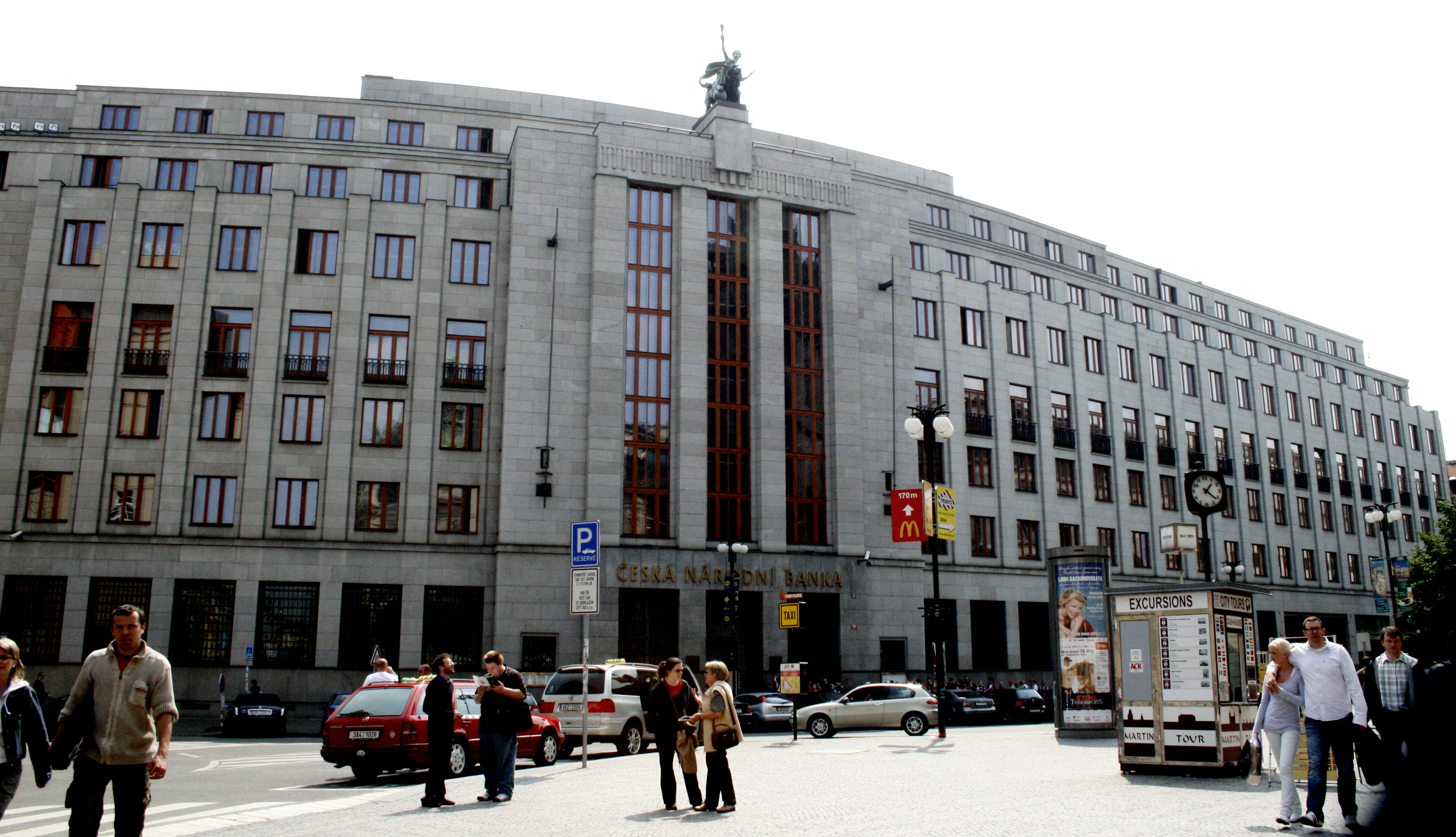
Sediul Băncii Naționale din Praga

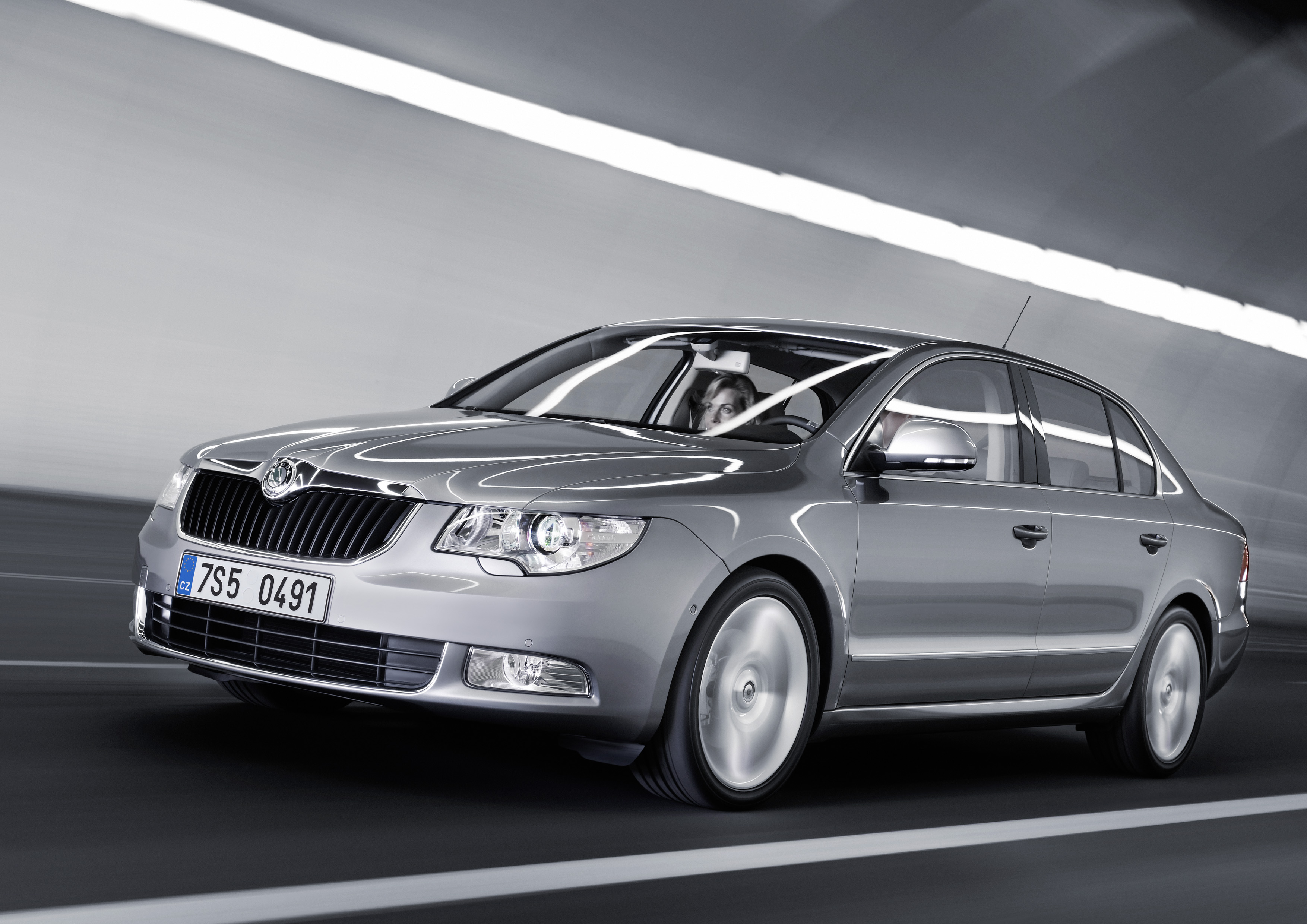
Škoda Auto este unul dintre cei mai mari producători de autovehicule din Europa Centrală. În 2011, a vândut un număr record de 875.000 de vehicule și dorește să dubleze cifra până în 2018

Republica Cehă are o economie dezvoltată, cu venituri mari al cărei PIB pe cap de locuitor se află la 80% din media Uniunii. Unul dintre cele mai stabile și prospere dintre statele post-comuniste, Cehia a înregistrat creșteri economice de peste 6% anual în cei trei ani dinaintea izbucnirii crizei economice de la sfârșitul primului deceniu al secolului al XXI-lea. Creșterea a fost condusă de exporturi către Uniunea Europeană, în special Germania, și de investițiile străine, combinată cu o revitalizare a cererii și pe plan intern.
Mare parte din economie a fost privatizată, inclusiv băncile și telecomunicațiile. Guvernul de centru-dreapta intenționează să continue privatizarea, inclusiv industria energetică și aeroportul din Praga. A acceptat și vânzarea a 7% din acțiunile producătorului de energie CEZ Group, discutând și privatizarea fabricii de bere Budějovický Budvar⁠(d). În 2009, un studiu realizat de Asociația Economică Cehă a constatat că majoritatea economiștilor cehi favorizează continuarea liberalizării în majoritatea sectoarelor economiei.
Țara face parte din spațiul Schengen, abolind controalele la frontiere și deschizând total granițele cu toți vecinii săi, Germania, Austria, Polonia și Slovacia, la 21 decembrie 2007. Republica Cehă este și membră a Organizației Internaționale a Comerțului.
Ultimul guvern ceh condus de social-democrați dorea adoptarea euro în 2010, dar guvernul de centru-dreapta care i-a urmat a suspendat acel plan în 2007. O dată exactă nu a fost fixată, ministrul de finanțe considerând la acea vreme că anul 2012 ar fi o dată realistă, cu condiția reformării finanțelor publice. Cele mai recente planuri de adoptare a monedei unice nu dau nicio dată precisă. Deși țara este mai bine poziționată decât celelalte state membre ale UE în vederea adoptării monedei unice, din cauza ezitărilor din plan politic, schimbarea nu poate avea loc înainte de 2013, în vreme ce premierul Petr Nečas a afirmat că cehii vor fi mai întâi consultați printr-un referendum.
Programul pentru Evaluarea Internațională a Studenților, coordonat de OECD, clasează sistemul ceh de educație pe locul al 15-lea în lume, mai sus decât media OECD.

### Infrastructura de transport

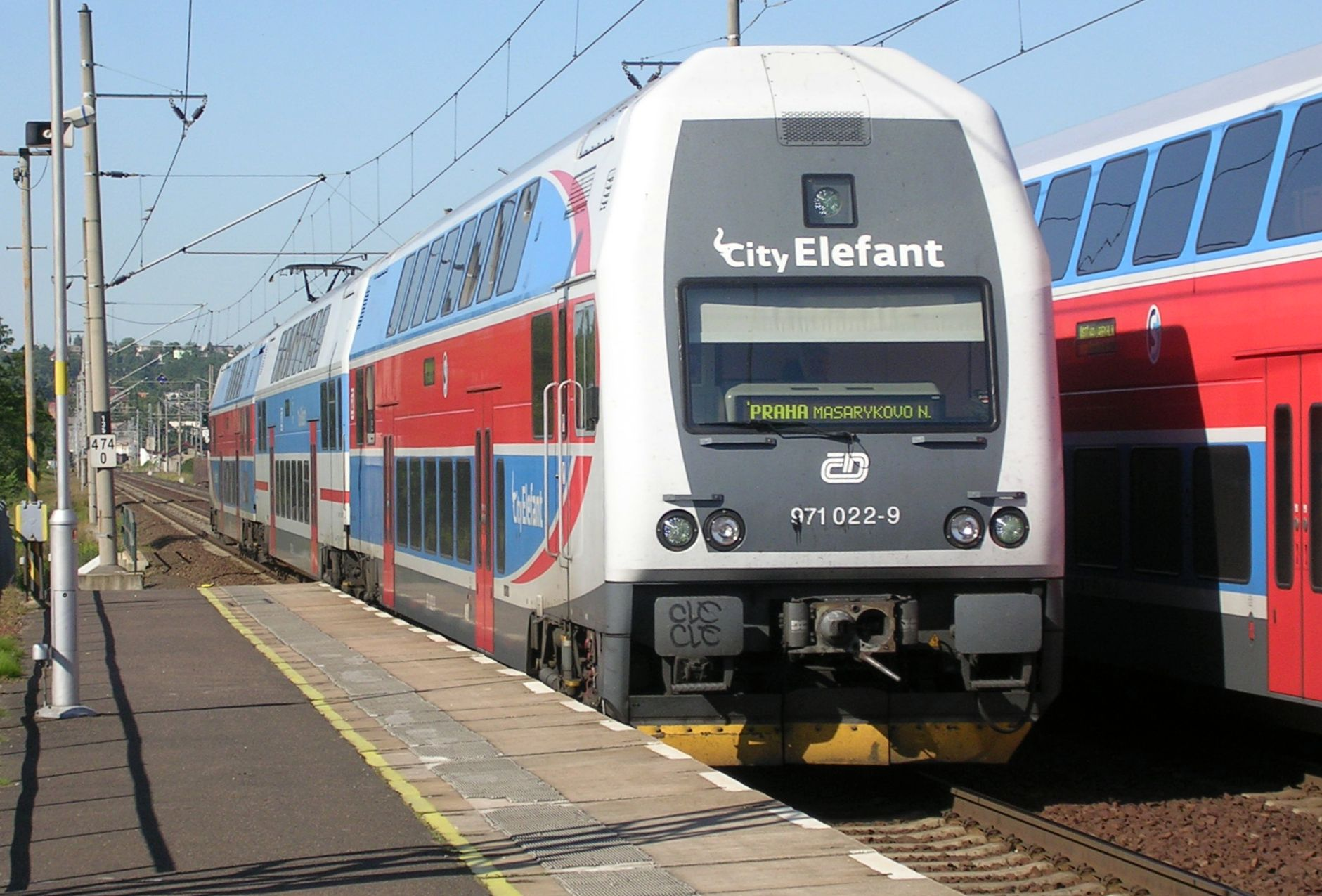
Vagoane de tren etajate, denumite, fabricate de Uzinele Škoda operează în preajma marilor orașe

Aeroportul Václav Havel din Praga este principalul aeroport internațional din țară. În 2010 a deservit 11,6 milioane de pasageri, ceea ce îl face cel mai utilizat aeroport din Europa Centrală și de Est. În total, Republica Cehă are 46 de aeroporturi cu piste pavate, dintre care șase operează linii internaționale la Brno, Karlovy Vary, Mošnov⁠(d) (lângă Ostrava), Pardubice, Praga și Kunovice⁠(d) (lângă Uherské Hradiště).

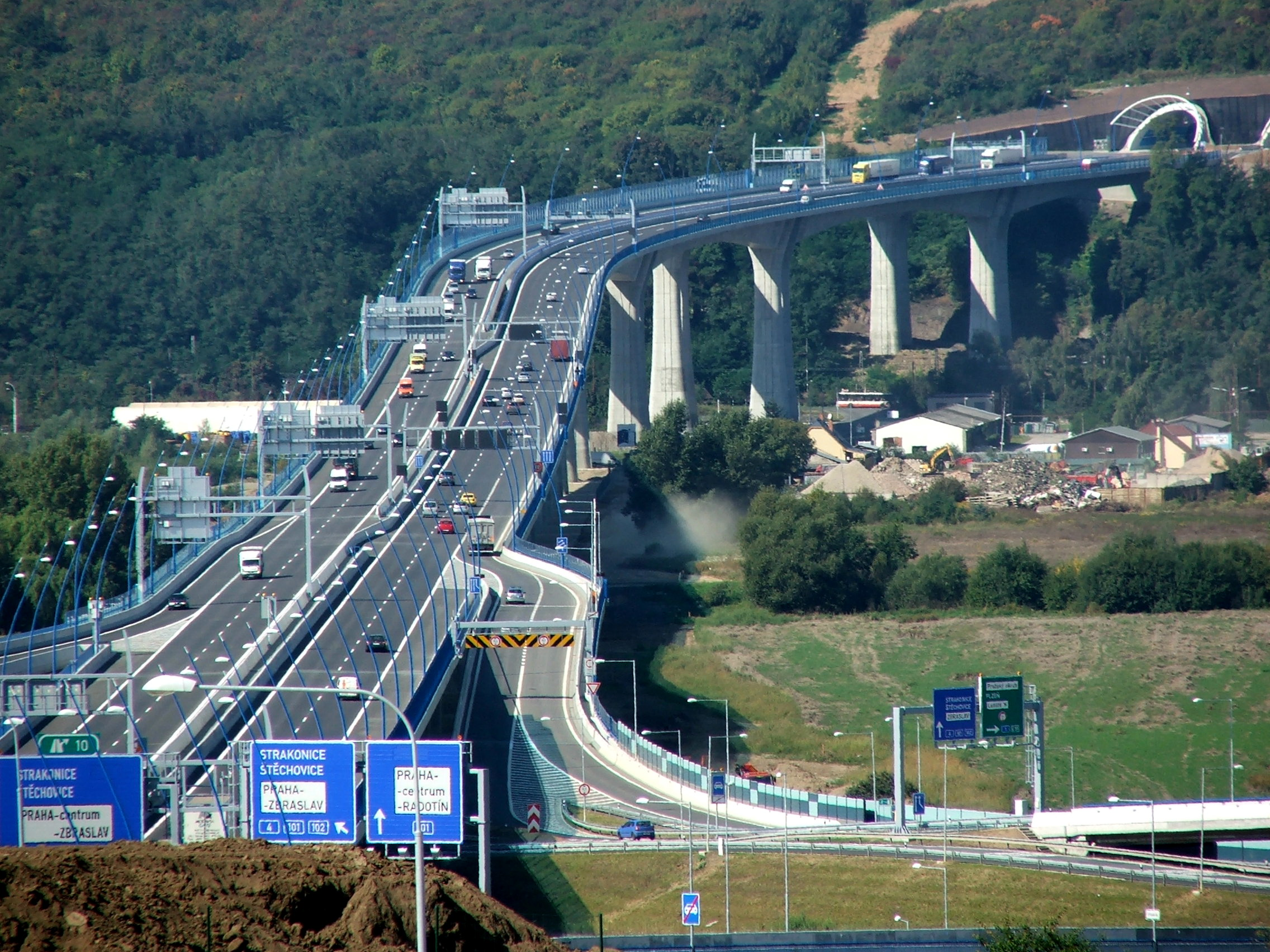
R1, centura Pragăi

České dráhy (căile ferate cehe) este principalul operator de cale ferată din Republica Cehă, cu circa 180 milioane de pasageri anual. Cu 9.505 km de cale ferată, Cehia are una dintre cele mai dense rețele feroviare din Europa. Dintre aceștia, 2.926 km sunt electrificați, 7.617 km sunt cale ferată simplă și 1.866 km sunt cale ferată dublă sau multiplă. În 2006, noile trenuri italiene cu sisteme de înclinare Pendolino ČD Class 680⁠(d) au intrat în funcțiune. Ele ating 237 km/h, nou record de viteză pe calea ferată în Cehia.

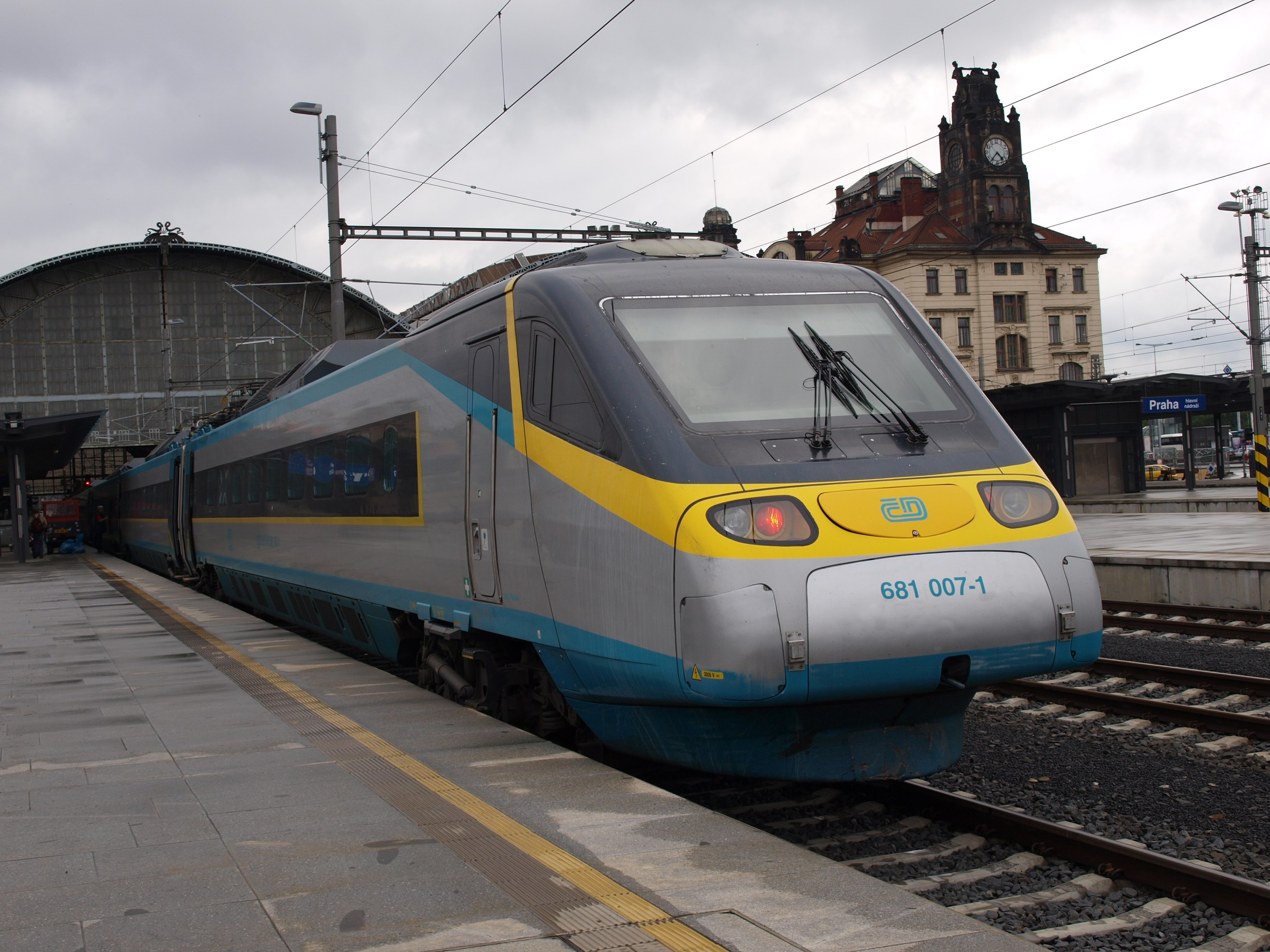
Tren electric Pendolino la

În 2005, conform Biroului Ceh de Statistică, 65,4% din energia electrică era produsă în termocentrale (predominant cu cărbuni); 30% în centrale nucleare; și 4,6% din surse regenerabile, inclusiv hidrocentrale. Rusia, prin conductele ce trec prin Ucraina și, parțial, Norvegia, prin conducte ce trec prin Germania, furnizează Cehie gaz lichid și natural.
Rețeaua de drumuri din Cehia are 55.653 km lungime, dintre care 738,4 km sunt autostrăzi și 439,1 km sunt drumuri expres. Limita de viteză este de 50 km/h în localități, 90 km/h în afara lor și 130 km/h pe drumuri expres.

### Telecomunicații
Republica Cehă se clasează în primele zece țări din lume în ce privește viteza medie a conexiunilor la Internet
și are cel mai mare număr de utilizatori de WiFi din Uniunea Europeană. La începutul lui 2008, erau peste 800 puncte de acces WiFi locale, cu circa 350.000 de utilizatori în 2007. Acces la internet prin rețele mobile, fie prin GPRS, EDGE, UMTS sau CDMA2000⁠(d), este oferit de toți cei trei operatori de telefonie mobilă (T-Mobile, Vodafone, Telefonica O2) precum și de furnizorul de Internet U:fon. Compania de stat Český Telecom și-a încetinit răspândirea serviciilor de date. La începutul lui 2004, a început liberalizarea utilizării conexiunilor în buclă locală și alți operatori încep să ofere conexiuni ADSL și SDSL. Aceasta, urmată de privatizarea companiei Český Telecom a contribuit la scăderea prețurilor.
La 1 iulie 2006, Český Telecom a fost cumpărată de compania multinațională de origine spaniolă Telefonica și a adoptat numele Telefónica O2 Republica Cehă. În aprilie 2012, ea oferea VDSL și ADSL2+ în multiple variante, cu viteze de până la 25 Mb/s. Internetul prin cablu câștigă popularitate cu vitezele de acces de 2 până la 120 Mb/s. Cel mai mare furnizor de pe această piață, UPC, oferă servicii în toate marile orașe.

### Știință

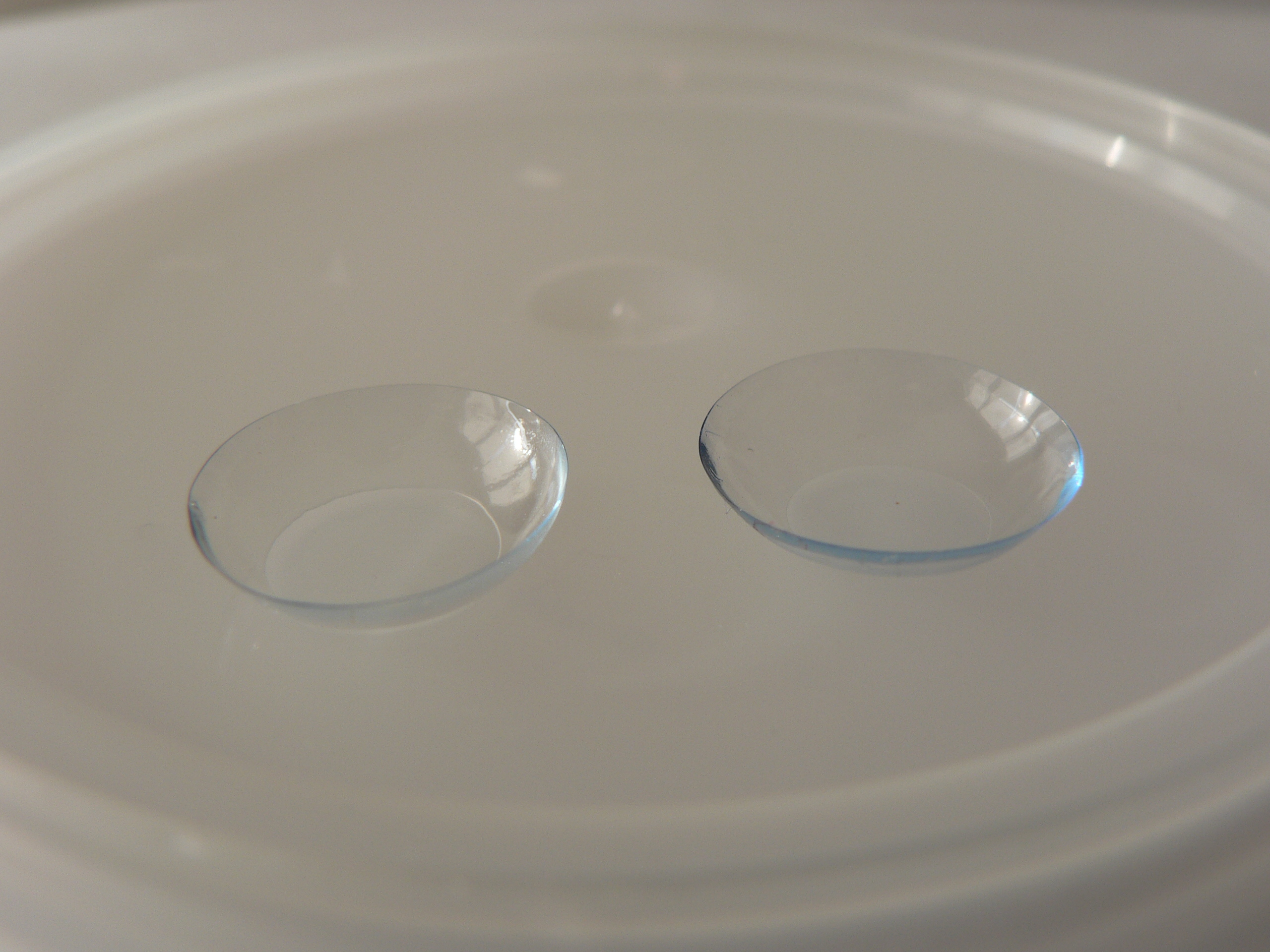
Lentila de contact a fost inventată de și.

Cehia are o tradiție științifică bogată. Printre invențiile și descoperirile importante dezvoltate de către cehi se numără lentila de contact, separarea grupelor de sânge și producția explozibilului plastic Semtex⁠(d). Oameni de știință remarcabili care au trăit și au lucrat pe pământ ceh au fost:
- Václav Prokop Diviš (1698–1765), inventator al paratrăsnetului.
- Bernard Bolzano (1781–1848), matematician, logician, filosof și pacifist.
- Jan Evangelista Purkyně (1787–1869), anatomist și fiziolog, descoperitor al celulelor Purkinje, al fibrelor Purkinje și al glandelor sudoripare.
- Josef Ressel (1793–1857), inventator al elicei-șurub.[47]
- Gregor Mendel (1822–1884), adesea denumit „părintele geneticii”, cunoscut pentru cercetările sale în ce privește moștenirea trăsăturilor genetice.[47]
- Jakub Husník⁠(d) (1837-1916), care a contribuit la îmbunătățirea fotolitografiei.
- Karel Klíč⁠(d) (1841-1926), pictor și fotograf, inventator al fotogravurii.
- František Křižík⁠(d) (1847-1941), inginer electrotehnist, inventator al unui mecanism de ajustare automată a electrozilor pentru lămpile cu arc electric.
- Jan Janský⁠(d) (1873-1921), serolog și neurolog, a descoperit (independent de Karl Landsteiner), clasificarea grupelor de sânge.
- Bedřich Hrozný (1879–1952), lingvist, a descifrat limba hitită.[47]
- Jaroslav Heyrovský (1890–1967), inventator al polarografiei, fondator al chimiei electroanalitice laureat al Premiului Nobel pentru Chimie.[47]
- Otto Wichterle⁠(d) (1913–1998) și Drahoslav Lím⁠(d) (1925–2003), chimiști cehi, care au descoperit metode de realizare a lentilelor de contact.[48]
- Stanislav Brebera⁠(d) (* 1925), inventator al explozibilului plastic Semtex⁠(d).[49]

Mulți alți oameni de știință au avut legături cu zona Cehiei, între care se numără astronomii Johannes Kepler și Tycho Brahe, fondatorul psihanalizei Sigmund Freud, fizicienii Ernst Mach, Albert Einstein, inginerul Viktor Kaplan⁠(d) și logicianul Kurt Gödel.

### Turism

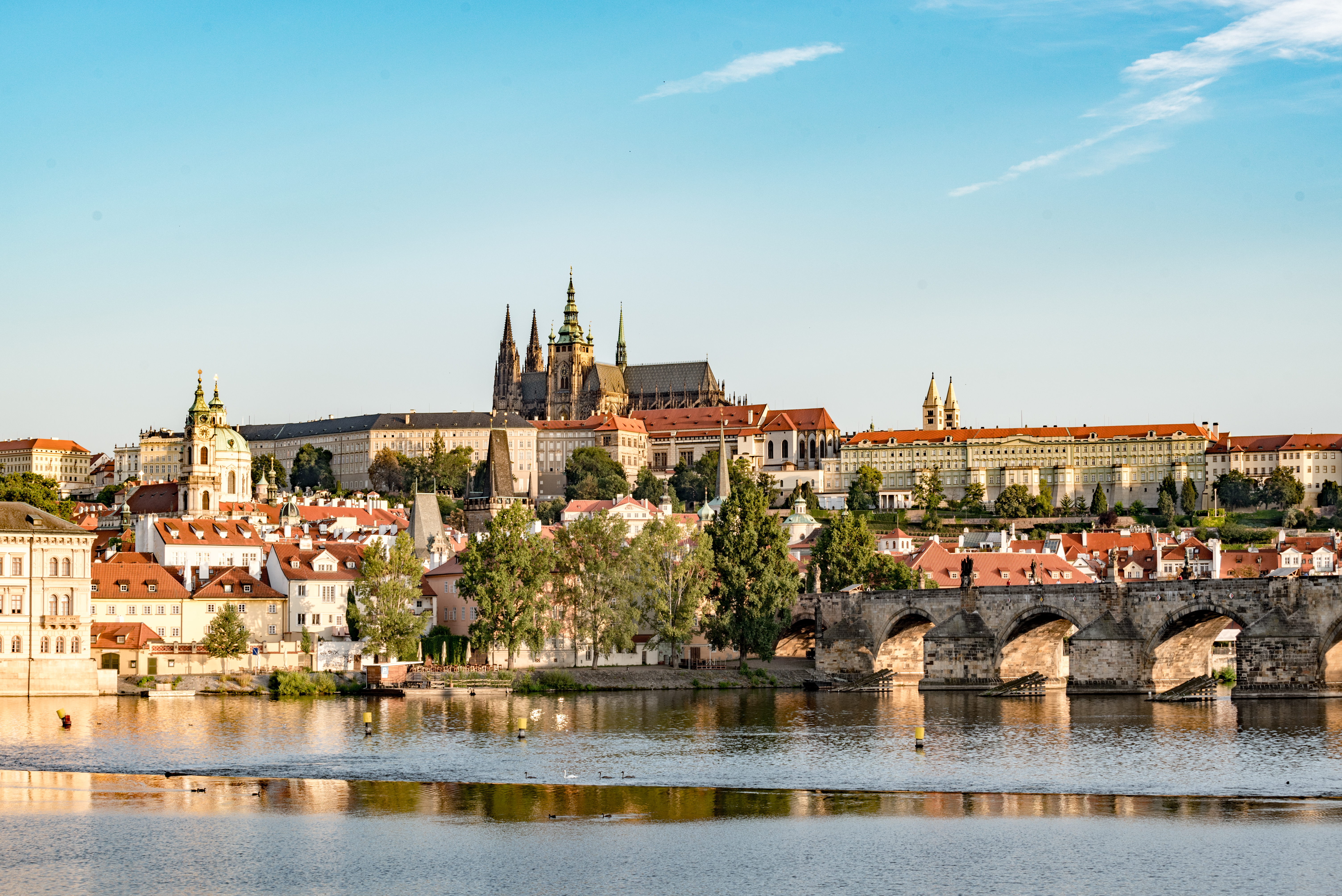
După căderea Cortinei de Fier în 1989, Praga a devenit unul dintre cele mai vizitate orașe din Europa

Economia Cehiei obține un venit substanțial din turism. În 2001, câștigurile totale din turism au ajuns la 118,13 miliarde de coroane, formând 5,5% din PNB și 9,3% din exporturi. În domeniu lucrează peste 110.000 de oameni – peste 1% din populație. În 2008, a existat o scădere a numărului de turiști în Praga, ce poate fi atribuită aprecierii coroanei cehe, care a făcut țara mai scumpă pentru vizitatori, în comparație cu nivelul serviciilor disponibile.
Reputația țării a avut de suferit și de pe urma relatărilor despre suprataxarea practicată de taximetriști și din cauza problemei furturilor din buzunare. După 2005, primarul Pragăi, Pavel Bém⁠(d), a încercat să îmbunătățească reputația orașului luând o atitudine mai fermă față de infracțiunile mărunte. Rata criminalității în Cehia este însă una redusă.
Există însă și alte centre de activitate turistică, în afara Pragăi, care este principalul punct de intrare pentru turiștii care vizitează și alte părți ale țării, cum ar fi stațiunile Karlovy Vary, Mariánské Lázně și Františkovy Lázně, castelele Karlštejn, Český Krumlov și Lednice–Valtice. Între zonele naturale vizitate mai mult de turiști se numără Český ráj, Šumava și Munții Krkonoše.

## Demografie
| Cele mai mari orașe din Cehia | Cele mai mari orașe din Cehia | Cele mai mari orașe din Cehia | Cele mai mari orașe din Cehia | Cele mai mari orașe din Cehia | Cele mai mari orașe din Cehia | Cele mai mari orașe din Cehia | Cele mai mari orașe din Cehia | Cele mai mari orașe din Cehia | Cele mai mari orașe din Cehia |
|                               | Loc                           | Numele orașului               | Regiune                       | Pop.                          | Loc                           | Numele orașului               | Regiune                       | Pop.                          |                               |
| ----------------------------- | ----------------------------- | ----------------------------- | ----------------------------- | ----------------------------- | ----------------------------- | ----------------------------- | ----------------------------- | ----------------------------- | ----------------------------- |
| Praga Brno                    | 1                             | Praga                         | Praga                         | 1.272.690                     | 11                            | Havířov                       | Moravia-Silezia               | 79.679                        | Ostrava Plzeň                 |
| Praga Brno                    | 2                             | Brno                          | Moravia de Sud                | 384.277                       | 12                            | Zlín                          | Zlín                          | 76.010                        | Ostrava Plzeň                 |
| Praga Brno                    | 3                             | Ostrava                       | Moravia-Silezia               | 302.456                       | 13                            | Kladno                        | Boemia Centrală               | 69.178                        | Ostrava Plzeň                 |
| Praga Brno                    | 4                             | Plzeň                         | Plzeň                         | 169.688                       | 14                            | Most                          | Ústí nad Labem                | 67.030                        | Ostrava Plzeň                 |
| Praga Brno                    | 5                             | Liberec                       | Liberec                       | 102.247                       | 15                            | Karviná                       | Moravia-Silezia               | 59.627                        | Ostrava Plzeň                 |
| Praga Brno                    | 6                             | Olomouc                       | Olomouc                       | 100.043                       | 16                            | Opava                         | Moravia-Silezia               | 58.643                        | Ostrava Plzeň                 |
| Praga Brno                    | 7                             | Ústí nad Labem                | Ústí nad Labem                | 95.003                        | 17                            | Frýdek-Místek                 | Moravia-Silezia               | 58.193                        | Ostrava Plzeň                 |
| Praga Brno                    | 8                             | Hradec Králové                | Hradec Králové                | 94.242                        | 18                            | Karlovy Vary                  | Karlovy Vary                  | 53.737                        | Ostrava Plzeň                 |
| Praga Brno                    | 9                             | České Budějovice              | Boemia de Sud                 | 93.883                        | 19                            | Jihlava                       | Vysočina                      | 50.760                        | Ostrava Plzeň                 |
| Praga Brno                    | 10                            | Pardubice                     | Pardubice                     | 91.073                        | 20                            | Děčín                         | Ústí nad Labem                | 50.620                        | Ostrava Plzeň                 |

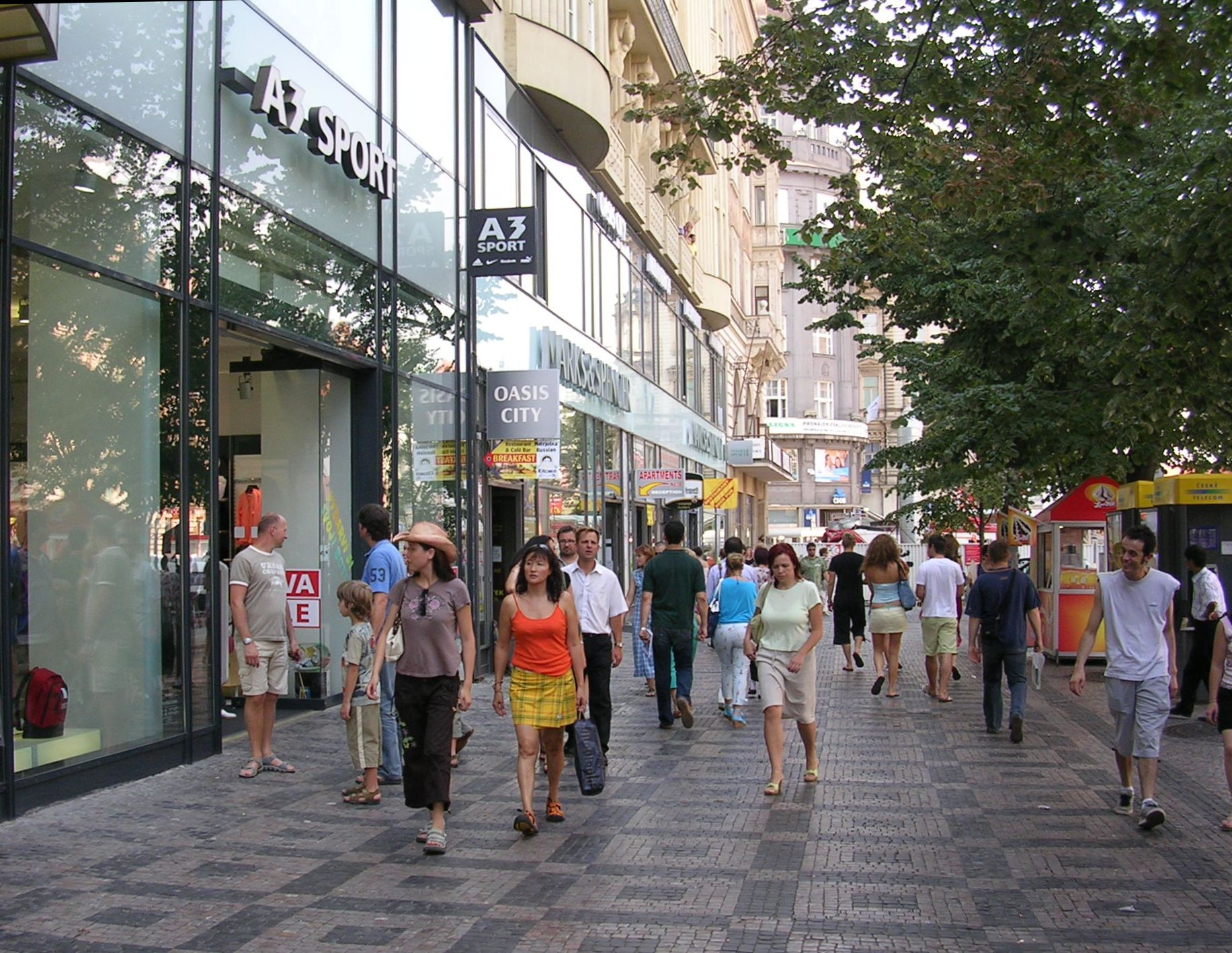
Trotuar în piața Wenceslas

Conform rezultatelor preliminare ale recensământului din 2011, majoritatea locuitorilor Republicii Cehe sunt etnici cehi (63,7%), urmat de moravi (4,9%), slovaci (1,4%), polonezi (0,4%), germani (0,2%) și silezieni (0,1%). Întrucât câmpul „naționalitate” a fost facultativ, el a fost lăsat necompletat în cazul a 26% din cei recenzați. Conform unor estimări, în Republica Cehă trăiesc circa 250.000 de romi.
În octombrie 2009 se aflau pe teritoriul țării 436.116 de străini, conform Ministerului Ceh de Interne, cele mai mari grupuri fiind cetățeni din Ucraina (132.481), Slovacia (75.210), Vietnam (61.102), Rusia (29.976), Polonia (19.790), Germania (14.156), Republica Moldova (10,315), Bulgaria (6,346), Mongolia (5,924), SUA (5,803), China (5,314), Regatul Unit (4.461), Belarus (4.441), Serbia (4.098), România (4.021), Kazahstan (3.896), Austria (3.114), Italia (2.580), Țările de Jos (2.553), Franța (2,356), Croația (2.351), Bosnia și Herțegovina (2.240), Armenia (2.021), Uzbekistan (1.969), Macedonia (1.787) și Japonia (1.581).
Conform recensământului din 2021, Cehia avea o populație rezidentă de 10.524.167 locuitori, in creștere cu 87,6 mii față de 2011.
Populația rezidentă cu cetățenie cehă era de 9.998.510 persoane.
Populația rezidentă cu cetățenie străină era de 496.250 persoane, din care 95,8 mii cu cetățenie slovacă, 150,5 mii ucraineană, 54,3 mii vietnameză, 35,8 mii rusă, 14,5 mii poloneză, 5,6 mii germană. 
162.846 locuitori aveau cetățenie a unei țări din Uniunea Europeană (inclusiv țările membre U.E. detaliate mai sus)
36,3% din populația străină era rezidentă în Praga.
29.137 locuitori erau de cetățenie neidentificată.
Populația evreiască din Boemia și Moravia, 118.000 de persoane conform recensământului din 1930, a fost practic anihilată de naziști în Holocaust. În 2005 mai erau circa 4.000 de evrei în Republica Cehă. Fostul premier ceh, Jan Fischer⁠(d), este de origine evreiască și de religie iudaică.
Estimările natalității în Cehia sunt printre cele mai scăzute din lume, cu 1,27 de copii în medie la fiecare femeie. Imigrația a crescut populația cu aproape 1% în 2007. Circa 77.000 de noi străini se stabilesc în fiecare an în Cehia. Imigranți vietnamezi au început să se stabilească în Cehia în perioada comunistă, fiind invitați să muncească acolo de către guvernul cehoslovac. Astăzi, trăiesc circa 70.000 de vietnamezi în Republica Cehă. Spre deosebire de ucraineni, vietnamezii vin în Cehia să se stabilească permanent.
La începutul secolului al XX-lea, Chicago era al treilea oraș din lume ca număr de locuitori cehi, după Praga și Viena. Conform recensământului din 2006 din Statele Unite, 1.637.218 de americani au origine cehă totală sau parțială.

### Religia
| Religia în Republica Cehă - recensământul din 2011 | Religia în Republica Cehă - recensământul din 2011 | Religia în Republica Cehă - recensământul din 2011 | Religia în Republica Cehă - recensământul din 2011 | Religia în Republica Cehă - recensământul din 2011 |
| -------------------------------------------------- | -------------------------------------------------- | -------------------------------------------------- | -------------------------------------------------- | -------------------------------------------------- |
| religie                                            |                                                    |                                                    | procent                                            |                                                    |
| Romano-catolici                                    | Romano-catolici                                    |                                                    | 10.3%                                              | 10.3%                                              |
| Protestanți                                        | Protestanți                                        |                                                    | 0.8%                                               | 0.8%                                               |
| Altă religie neinstituționalizată                  | Altă religie neinstituționalizată                  |                                                    | 6.7%                                               | 6.7%                                               |
| Altă religie instituționalizată                    | Altă religie instituționalizată                    |                                                    | 2.7%                                               | 2.7%                                               |
| Nu răspund                                         | Nu răspund                                         |                                                    | 45.2%                                              | 45.2%                                              |
| Nicio religie                                      | Nicio religie                                      |                                                    | 34.2%                                              | 34.2%                                              |

Republica Cehă este una dintre cele mai puțin religioase țări din lume. Istoric, cehii au fost caracterizați ca „toleranți și chiar indiferenți față de religie”. La recensământul din 2011, 79,4% aparținea unuia din grupurile agnosticilor, ateilor sau persoanelor fără religie (34,2% au răspuns că nu au nicio religie, iar 45,2% nu au răspuns), 10,3% erau romano-catolici, 0,8% erau protestanți (0,5% frați cehi și 0,4% husiți), 9,4% urmând altă formă de religie, recunoscută sau nu. Din 1991 până în 2001 și apoi în continuare până în 2011, numărul adepților romano-catolicismului a scăzut de la 39% la 26,8% și apoi la 10,3%; Protestantismul a scăzut de la 3,7% la 2,1% și apoi la 0,8%.
Conform Eurobarometrului din 2005, 19% din cehi au răspuns că „cred că există un Dumnezeu” (al doilea cel mai mic procent din țările UE după Estonia cu 16%), pe când 50% au răspuns că „cred că există un fel de spirit sau forță vitală”, în vreme ce 30% nu cred că există Dumnezeu, spirit sau forță vitală.

## Cultură

### Muzică
Muzica cehă își are rădăcinile în muzica bisericească veche de peste 1.000 de ani (primele referiri provin de la sfârșitul secolului al X-lea), în muzica populară din Boemia, Moravia și Silesia, și în tradiția muzicii clasice. De la începuturile muzicii culte, muzicienii și compozitorii cehi au fost influențați de folclor. Printre cei mai importanți compozitori cehi se numără Adam Michna, Jan Dismas Zelenka⁠(d), Josef Mysliveček⁠(d), Bedřich Smetana, Leoš Janáček, Antonín Dvořák, Josef Suk⁠(d), Bohuslav Martinů⁠(d), Erwin Schulhoff⁠(d) și Petr Eben⁠(d). Cel mai cunoscut festival de muzică este „Primăvara de la Praga” (Pražské jaro).

### Literatura
Literatura cehă este literatura scrisă de cehi sau de locuitorii statului ceh, în principal în limba cehă, deși s-au folosit și slavona, latina sau germana.
Literatura cehă se împarte în mai multe perioade principale de timp: Evul Mediu, perioada husită; anii recatolicizării și barocului, Iluminismul și renașterea națională din secolul al XIX-lea, avangarda din perioada interbelică, anii comunismului și Primăvara de la Praga, și literatura postcomunistă. Unul dintre cei mai importanți scriitori cehi ai secolului al XX-lea este Milan Kundera.
Teatrul ceh își are rădăcinile în Evul Mediu. În secolul al XIX-lea, teatrul a jucat un rol important în renașterea națională și apoi, în secolul al XX-lea, a devenit parte a teatrului european modern.

### Bucătăria

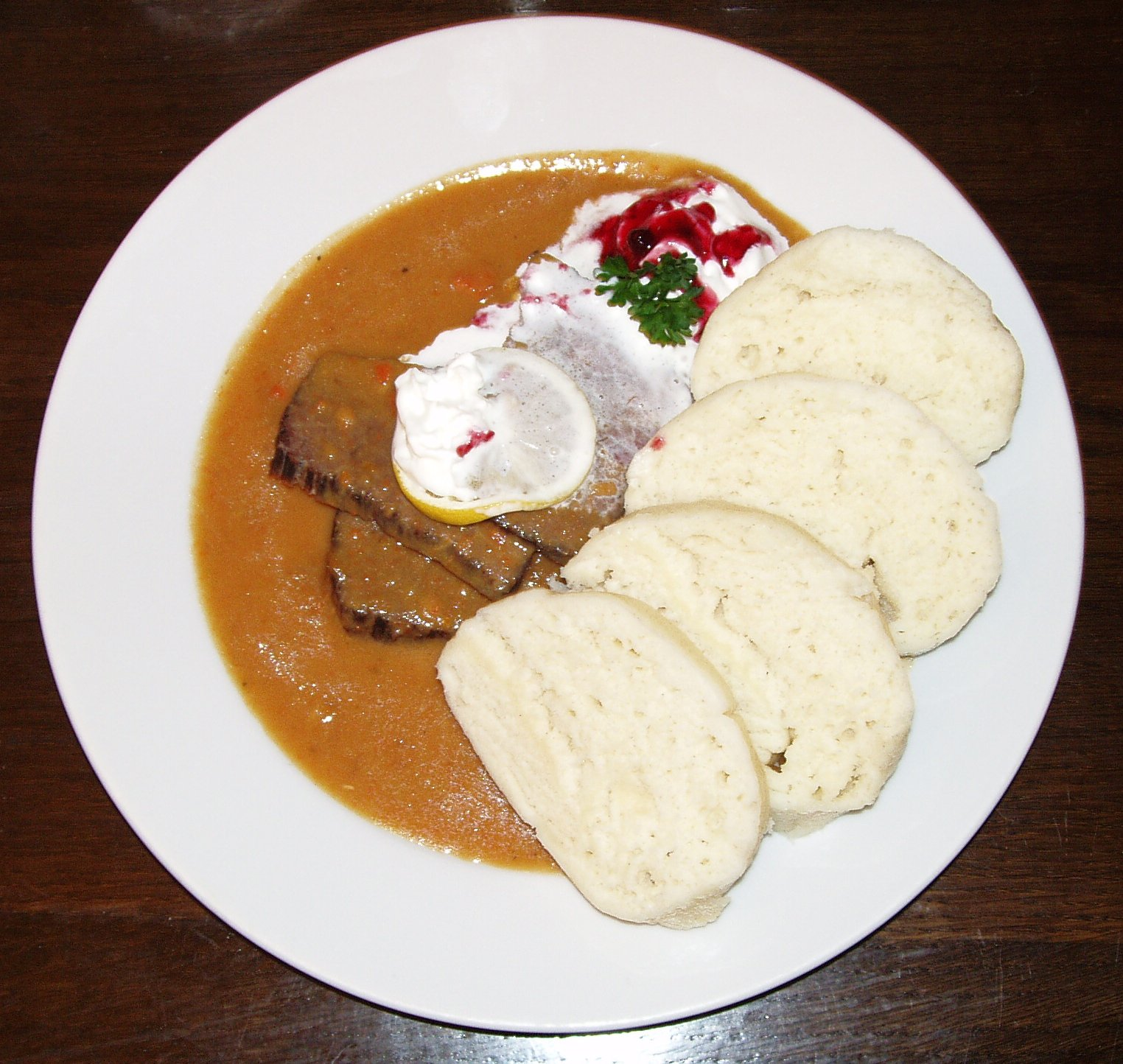
' este un fel de mâncare cehesc, constând din carne de vită marinată cu colțunași cehești

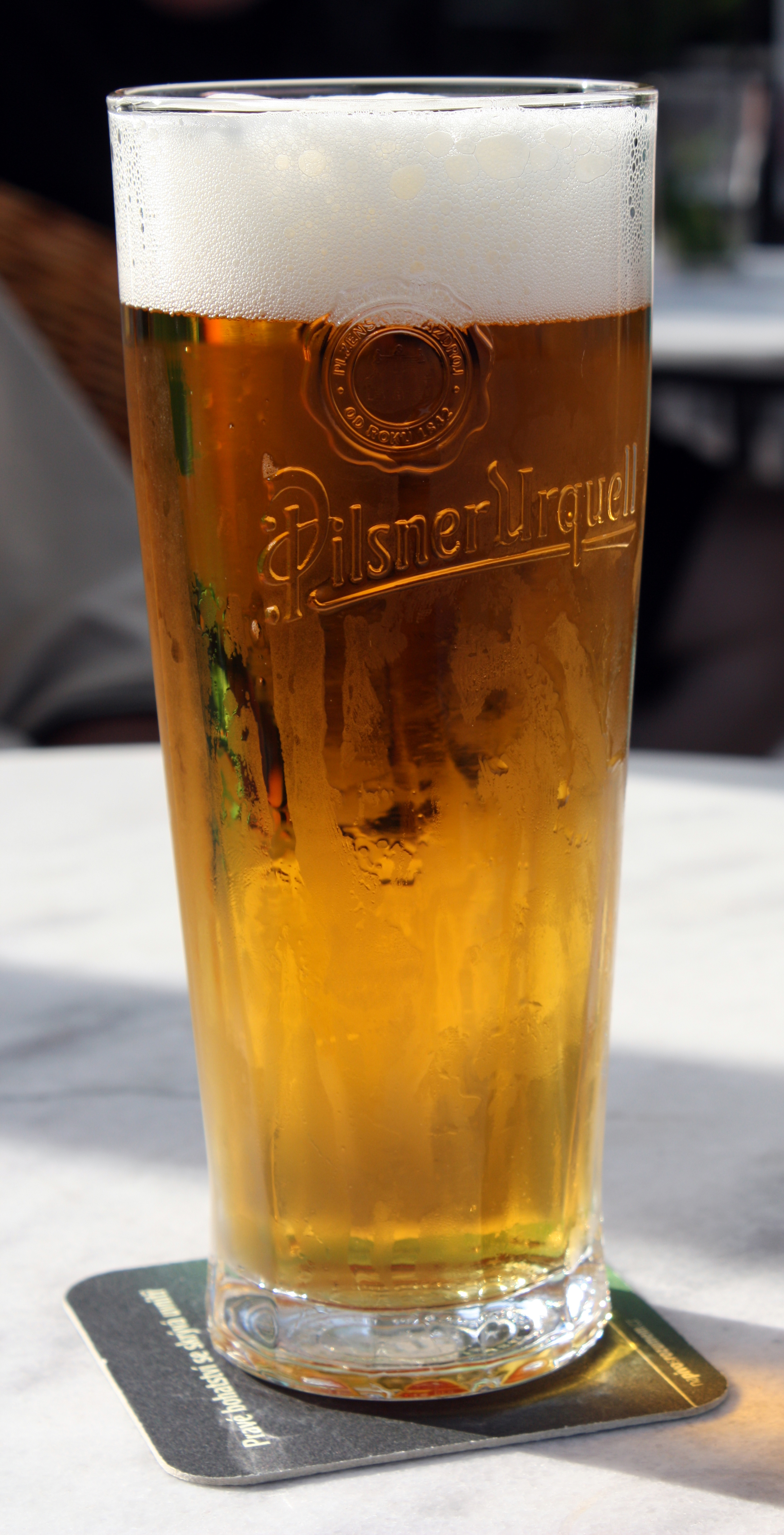
Pilsner Urquell a fost prima bere de tip "Pilsner" din lume, categorie denumită după orașul ceh Plzeň.

Bucătăria cehă pune mult accent pe mâncarea cu carne. Carnea de porc este foarte frecventă, dar se consumă și carne de vită și de pui. Se mai servesc și gâscă, rață, iepure și vânat. Peștele este rar, excepția ocazională fiind păstrăvul și crapul, care se consumă de Crăciun.
Berea cehă are o istorie lungă și importantă. Prima fabrică de bere este atestată la 1118 și Cehia are cel mai mare consum de bere pe cap de locuitori din lume. Celebra bere de tip Pilsener a fost inventată în orașul Plzeň din Boemia de vest, și orașul České Budějovice aflat mai la sud a dat numele altei beri, denumite Budweiser Budvar⁠(d). În afara acestor mărci și a altora majore, în Republica Cehă există fabrici mici independente care fabrică beri de bună calitate și care încearcă să continue vechea tradiție de producere a berii: Štiřín, Chýně, Oslavany, Kácov. Turismul crește încet și în jurul regiunii Moravia de Sud, unde se produce vin începând cu Evul Mediu; circa 94% din podgoriile Cehiei sunt morave. În afară de șliboviță, bere și vin, cehii produc alte două băuturi alcoolice exclusiv cehe, Fernet Stock⁠(d) și Becherovka.
Printre felurile de mâncare cehe se numără carnea de porc cu colțunași de pâine și varză călită Vepřová, knedlík, zelí, mușchi de vită cu colțunași Karlsbad la aburi și sosul de legume Svíčková na smetaně⁠(d), o varietate de gulaș de vită și porc, brânză prăjită Smažák⁠(d) sau clătitele cu cartofi Bramboráky⁠(d), pe lângă o mare varietate de cârnați specifici, pateuri, carne afumată și alte mâncăruri tradiționale. Între deserturile cehe se numără prăjiturile tradiționale buchty⁠(d) și kolache⁠(d).

### Sport
Sportul joacă un rol în viața multor cehi. Principalele sporturi populare din Cehia sunt fotbalul și hocheiul pe gheață, ambele atrăgând o atenție sporită din partea mass-media și a suporterilor. Tenisul este și el un sport foarte urmărit în Cehia. Între alte sporturi care au ligi și structuri profesioniste în țară se numără baschetul, voleiul, handbalul, atletismul și hocheiul în sală. Naționala de hochei a obținut medalia de aur la Jocurile Olimpice de iarnă din 1998 și a câștigat șase campionate mondiale, între care trei consecutive între 1999 și 2001. În total, țara a câștigat 10 medalii de aur la olimpiadele de vară după independență (plus 49 până atunci obținute de Cehoslovacia) și cinci medalii de aur (plus două ca Cehoslovacia) la cele de iarnă. Cea mai mare performanță a naționalei de fotbal după separarea de Slovacia s-a înregistrat la Campionatul European din 1996, când aceasta a obținut medaliile de argint după ce a ajuns în finala în care a fost învinsă de Germania.
La tenis, Republica Cehă a produs jucători ca Ivan Lendl, de 8 ori campion de Grand Slam, finalistul de la Wimbledon din 2010 Tomáš Berdych, campioana de la Wimbledon din 2011 Petra Kvitova, campioana de la Wimbledon din 1998 Jana Novotná, campioana de la dublu la Wimbledon 2011 Květa Peschke⁠(d) și de 18 ori campioana de Grand Slam Martina Navratilova.

### Patrimoniu mondial
Pe lista patrimoniului mondial UNESCO sunt înscrise următoarele obiective din Republica Cehă:
- Centrul vechi istoric din Praga (1992)
- Centrul vechi istoric din Český Krumlov (1992)
- Centrul vechi istoric din Telč (1992)
- Biserica de pelerinaj Sf. Ioan Nepomuk de pe Zelená Hora, lângă Žďár nad Sázavou (1994)
- Biserica mănăstirii Sedlec și centrul vechi istoric, ambele din orașul Kutná Hora (1995)
- Peisajul cultural din Lednice-Valtice (1996)
- Vechiul sat Holašovice (1998)
- Castelul și parcul din Kroměříž (1998)
- Castelul Lytomyšl (1999)
- „Coloana Trinității” din Olomouc (2000)
- „Vila Tugendhat” din Brno (2001)
- Cartierul evreiesc și biserica Sf. Procop din Třebíč (2003)